# Sucessão do Império Romano

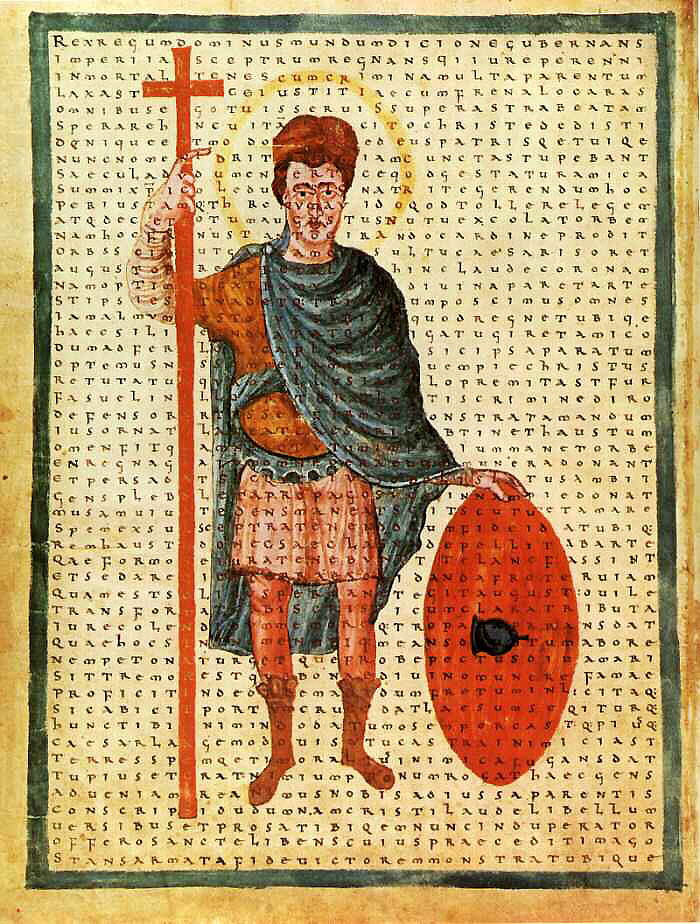
Imperador carolíngio Luís, o Piedoso representado como um soldado romano segurando uma cruz cristã, com um poema sobreposto, de Rábano Mauro, século IX

A continuação, sucessão e reestabelecimento do Império Romano é um tema frequente na história da Europa e da Bacia do Mediterrâneo. Reflete as últimas memórias de poder, prestígio e unidade associadas com o Império Romano.
Vários políticos reclamaram a continuidade imediata do Império Romano, usando seu nome ou uma variação dele assim como uma auto-descrição própria ou não. Com o passar dos séculos e mais rupturas políticas ocorridas, a ideia de continuidade institucional tornou-se cada vez mais discutida. Os reividicadores da sucessão do Império Romano mais duradouros foram, no Oriente, o Império Otomano e o Império Russo, que reividicariam a sucessão do Império Bizantino após 1453; e no Ocidente, o Império Carolíngio (século IX) e o Sacro Império Romano-Germânico de 800 a 1806.
Muitas destas reivindicações eram monarquistas por natureza, sem levar em conta a etnia ou a nacionalidade dos antigos romanos da plebe (camponeses pobres e trabalhadores urbanos) desses impérios (exceto no Império Bizantino), a ideia de sucessão estava restrita a grupos como intelectuais e membros da elite. Assim, quando esses impérios foram sucedidos pelos seus estados sucessores, que são repúblicas (como a República da Turquia, a República Federal da Alemanha e a União Soviética e, depois dela, a Federação da Rússia), essas reivindicações foram abandonadas.
Em relação a etnia e a identidade nacional, os italianos de Roma continuam a identificar-se com o gentílico de "romano" nos dias atuais. A grande maioria dos povos românicos ocidentais (portugueses, espanhóis, franceses, seus descendentes coloniais, entre outros) divergiram em grupos que não se identificavam mais como romanos. Proeminentemente, os romenos chamam a si mesmos de români e a sua nação de România. E o moderno povo grego ainda usa algumas vezes Romioi para se referirem a si mesmos, assim como o termo "Romaic" ("romano") para se referiram a língua grega moderna (mas os termos Éllines e Hellēnikḗis são muito mais populares entre os gregos para se referirem a si mesmos e a sua língua)
Separadamente dessas reivindicações, a visão de que o império havia acabado levou a várias tentativas de revivê-lo ou apropriar-se de seu legado, notavelmente no caso da Rússia Ortodoxa. O termo "Terceira Roma", a "Primeira Roma" sendo Roma, na Itália e a "Segunda Roma" sendo Constantinopla, no Império Bizantino, foi usado para justificar essas afirmações de sucessão legítima. 

## Historiografia e nomenclatura
Na Europa Ocidental, a visão de que a deposição de Rômulo Augusto em 476 era um divisor de águas, marcando a Queda do Império Romano do Ocidente e assim começando a Idade Média, foi introduzida por Leonardo Bruni no início do século XV, fortalecida por Christoph Cellarius no final do século XVII e terminada por Edward Gibbon no final do século XVIII. Na prática, isso é mais do que uma convenção historiográfica, já que a ideia imperial do Império Romano Ocidental sobreviveu na maior parte da Europa Ocidental e atingiu territórios que nunca estiveram sob domínio romano durante a Antiguidade Clássica.
A queda de Constantinopla em 1453 e historicamentente e amplamente aceita como o final do Império Romano Oriental/Bizantino e o final da Idade Média. Entretanto, duas reividicações notáveis da sucessão do Império Romano Oriental nos séculos depois da queda de Constantinopla existiram: o Império Otomano e o Império Russo; notavelmente, Maomé II, o sultão otomano que conquistou Constantinopla, justificou a sua ascenção com o título de Imperador dos Romanos (Kayser-i Rum) pelo direito de conquista, o que estava de acordo com a ideologia imperial bizantina que acreditava que o controle de Constantinopla era o fator-chave para legitimizar um imperador. Essa ideia era apoiada por Jorge de Trebizonda. A reividicação de Maomé II também foi reconhecida por Genádio II de Constantinopla depois de Maomé II nomeá-lo Patriarca Ecumênico de Constantinopla em 1454, um ano após a queda de Constantinopla A reividicação de Maomé II, porém, não foi aceita pela Igreja Católica ou os estados cristãos da Europa daquela época, e fez com que Maomé II pensasse em conquistar a Itália para que eles reconhecessem a sua reividicação, mas a sua morte em 1481 foi a última vez que o Império Otomano viu alguém querer conquistar a Itália ou a cidade de Roma; os imperadores depois dele lutaram contra os reividicadores rivais do título romano (o Sacro Império Romano-Germânico e o Império Russo). Como o Império Otomano se distanciou com o legado greco-romano para fortalecer sua legitimidade islâmica, as reividicações otomanas do Império Romano acabaram, e o último uso oficial do título de Kayser-i Rum foi no século XVIII.

### Nomes

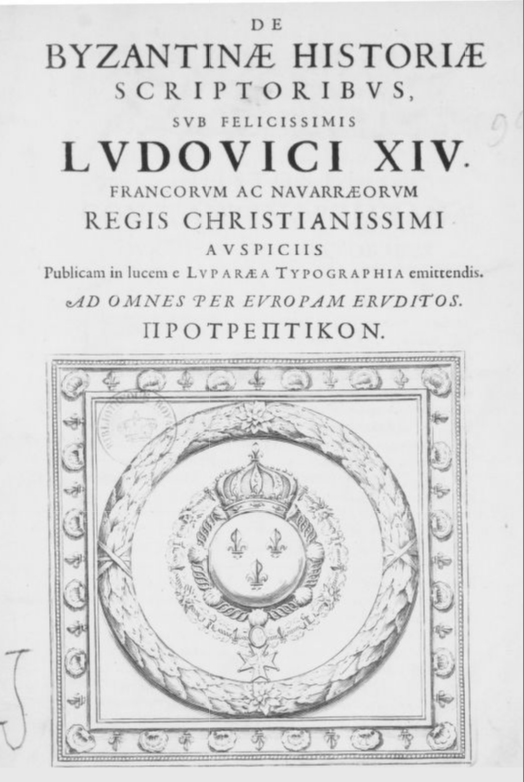
De Byzantinæ historiæ scriptoribus, página com o brasão de Luís XIV

O império que a historiografia moderna  chama de "Império Bizantino" nunca usou essa expressão, e continuou a chamar-se de Império Romano, Império dos Romanos ou Romania até a Queda de Constantinopla.  Depois do estabelecimento do Sacro Império Romano-Germânico em 800, os cristãos ocidentais europeus eram relutantes em aplicar o epíteto "romano" para o Império Oriental, chamando-o normalmente de "Império dos Gregos" ou "Império Grego", embora eles também usassem Romania – que mais tarde foi usado para o Império Latino no século XIII.  Em contraste, os muçulmanos do Levante e os orientais referiam-se ao povo do Império Oriental como "romanos" (Rum), e os europeus ocidentais, incluindo os do Sacro Império Romano-Germânico como "francos" (Farang). 
O nome Bizâncio refere-se à antiga cidade do Bósforo, agora chamada Istambul e que Constantino renomeou para Constantinopla em 330. Não foi usado depois disso, exceto em raros contextos históricos e poéticos, até que tomou o seu significado atual em 1557, quando o estudioso alemão Hieronymus Wolf publicou o seu Corpus Historiæ Byzantinæ, uma coleção com fontes históricas sobre o Império Oriental. Depois de 1648, Philippe Labbe e depois os jesuítas franceses publicaram os 24 volumes de Byzantinæ historiæ scriptoribus, e em 1680 Du Cange publicou sua própria Historia Byzantina. Essas obras promoveram o uso do termo "bizantino" entre os autores franceses, incluindo Montesquieu no século XVIII. Fora da França no mundo ocidental, o uso de "bizantino" só se tornou padrão em meados do século XIX, depois que Barthold Georg Niebuhr e seus sucessores publicaram os 50 volumes de Corpus Scriptorum Historiæ Byzantinæ.
Do mesmo modo, o que os historiadores chamam de "Império Carolíngio" e "Sacro Império Romano-Germânico" era o Império Romano, Império dos Romanos ou simplesmente Império para seus súditos e governantes, com "Franco" ou "dos Francos" sendo adicionados dependendo do contexto. Somente em 1157 após as reviravoltas da Controvérsia das Investiduras levaram a prática de chamar o Império, mas não o imperador, de "sacro" (sacrum). A referência a "Germânico" (Heiliges Römisches Reich Deutscher Nation, Sacrum Imperium Romanum Nationis Germanicæ), que apareceu no século XV, nunca foi usado em documentos imperiais oficiais, e mesmo quando se tornou obsoleto com o domínio do Império na Itália o termo não desapareceu completamente. Outras designações coloquiais do início da Era Moderna incluíam "Império Germânico" (Deutsches Reich) ou "Império Romano-Germânico" (Römisch-Deutsches Reich).
Em 1773, algumas décadas antes da queda do Sacro Império Romano-Germânico, Voltaire fez a sua famosa declaração sarcástica de que "não é sacro, nem romano nem um império".

## Legitimidade imperial romana
Nas primeiras décadas do Império Romano, a legitimidade foi definida pelas instituições herdadas da República Romana, inicialmente junto com uma forma de sucessão hereditária dentro da dinastia júlio-claudiana. Como as antigas instituições republicanas gradualmente perderam relevância, muitos imperadores conseguiam a sua legitimidade pela aclamação do exército, e na dinastia nerva-antonina, adoção por seu predecessor. O próprio Império Romano foi definido pela sua capital homônima, mas isso se tornou obsoleto após a Crise do terceiro século quando o centro administrativo foi transferido para Mediolano (Milão), e depois em várias outras localizações (por exemplo: Nicomédia, Sírmio, Augusta dos Tréveros, Serdica) antes de ser consolidada por Constantino, o Grande, em Bizâncio, renomeada e dedicada como Constantinopla em 330 — enquanto Ravena substituiu Milão como capital política ocidental em 402. Enquanto isso, o império foi cristianizado ao longo do século IV, que redefiniu a autoridade do imperador e ele tornou-se o protetor da nova religião estatal.
Assim, a autoridade imperial, e depois a questão sobre qual governo poderia reividicar o Império Romano, não se baseando em apenas um critério mas em vários fatores: poder territorial, paz e ordem; governado em Roma e/ou em Constantinopla, proteção da justiça ou da fé cristã (contra o paganismo, a heresia e, mais tarde, a heresia islâmica) assim como, mesmo que não sempre, considerações sobre sucessão dinástica ou nacionalismo étnico.

### Reivindicações conflitantes
A multidimensionalidade da reividicação imperial, junto com o prestígio único do título imperial, explica a recorrência de frequentes conflitos sobre quais governos e governantes poderiam assumi-lo. Esses conflitos foram ficando menos frequentes no curso do início da Idade Moderna; entretanto, a melhora nas comunicações e da alfabetização não determinavam nenhuma reivindicação da supremacia universal. 
Uma carta do imperador carolíngio Luís II para o imperador bizantino Basílio I, provavelmente redigido nos círculos romanos próximos ao papado em resposta a um original perdido e que sobrevive numa cópia do século XIII mantida na Biblioteca do Vaticano, mostra como era o debate naquele tempo (c. 871).

O governo territorial de Constantinopla não era o único critério para uma reivindicação imperial válida: 
| “ | Aqui conosco, na verdade, muitos livros foram lidos, e muitos são lidos incansavelmente, mas nunca descobrimos que limites foram estabelecidos, ou que formas ou preceitos foram emitidos, para que ninguém seja chamado de Imperador. (Basileu), exceto quem detém o comando do governo (imperium) na cidade de Constantinopla. | ” |

Sendo um império uma ideia de unidade, nunca houve uma doutrina estabelecida de que deveria haver apenas um imperador, especialmente se dois imperadores estivessem em termos amigáveis. De propósito ou não, a descrição de Luís sobre dois imperadores num império condizia com a doutrina da Tetrarquia ou com a divisão entre Impérios Oriental e Ocidental entre 395 e 476:
| “ | Tu também dizes que as quatro sés patriarcais (Constantinopla, Alexandria, Antioquia e Jerusalém) têm uma tradição transmitida pelos Apóstolos portadores de Deus para celebrar um único império (imperium) durante a missa, e tu nos aconselhas que devemos persuadi-los a nos chamar de imperadores. Mas nem a razão exige isso, nem precisa ser feito. Primeiro, já que não é apropriado instruir os outros sobre como devemos ser chamados. Segundo, porque sabemos que, sem qualquer persuasão de nossa parte, tanto os patriarcas quanto todas as outras pessoas sob este céu, exceto Sua Fraternidade, tanto os detentores de cargos quanto os cidadãos particulares, nos chamam por este nome, sempre que recebemos cartas e escritos deles. E descobrimos que nossos tios, reis gloriosos [isto é, Carlos, o Calvo e Luís, o Germânico], nos chamam de imperador sem nenhuma inveja e dizem sem nenhuma dúvida que somos o imperador, não levando em conta a idade – pois eles são mais velhos do que nós – mas considerando, em vez disso, a unção e a bênção pela qual, por meio da imposição das mãos e da oração do mais alto pontífice, somos divinamente elevados a esta altura e ao governo do principado romano (romani principatus imperium), que mantemos por permissão celestial. Mas, seja como for, se os patriarcas fizerem menção a um único império durante os santos sacramentos, eles devem ser elogiados por agirem de forma inteiramente apropriada. Pois há de fato um império do Pai, do Filho e do Espírito Santo, do qual a igreja na terra é parte. Mas Deus não concedeu que esta igreja fosse dirigida (gubernari) nem por mim nem por ti somente, mas para que estivéssemos ligados uns aos outros com tal amor que não pudéssemos ser divididos, mas que parecêssemos existir como um. | ” |

A reividicação de Luís era antiga o bastante para ser justificada pela tradição já que era feita há várias relações: 
| “ | Temos razão em sentir algum espanto por Vossa Serenidade acreditar que aspiramos a um título novo ou recente (appellatio). Por mais que se refira à linhagem de nossa descendência (genus), não é novo nem recente, pois vem de nosso bisavô de memória gloriosa [ou seja, Carlos Magno]. Ele não a usurpou, como tu afirmas, mas recebeu a imposição e a unção de suas mãos pela vontade de Deus e pelo julgamento da Igreja e do sumo pontífice, como tu encontrarás facilmente escrito em seus livros. (...) Na verdade ninguém duvida que a dignidade do nosso império (imperium) é antiga, quem sabe que somos sucessores de antigos imperadores, e quem conhece a riqueza da piedade divina. | ” |

Luís defendia que l princípio carolíngio de sucessão dinástica era validado por tradição. Além disso, Luís pensava que não havia nenhum critério étnico exclusivo para a dignidade imperial. Aqui, Luís aparentemente refere-se à reividicação de Basílio que o imperador deveria der romano e não de uma etnia não-romana (gens): 
| “ | É justo rir do que tu disseste sobre o nome imperial não ser nem hereditário (paternum) nem apropriado para um povo (neque genti convenire). Como não é hereditário, já que era hereditário para nosso avô? De que forma é inapropriado para um povo (gens), já que sabemos — mencionando apenas alguns por uma questão de brevidade — que os imperadores romanos foram criados a partir do povo (gens) da Hispânia (por exemplo, Teodósio I), Isáuria (por exemplo, Leão III), e da Cazária (por exemplo, Leão IV)? E embora tu não afirmes com sinceridade que essas nações (nationes) são mais notáveis em religião ou virtudes do que o povo (gens) dos francos, tu não te recusas a aceitá-las nem desdenhas falar de imperadores vindos delas. (...) Sua amada Fraternidade, além disso, indica que tu estás surpreso que sejamos chamados de imperador dos romanos, não dos francos. Mas tu deves saber que se não fôssemos imperadores dos romanos, também não seríamos imperadores dos francos. Nós derivamos esse título e dignidade dos romanos, entre os quais o primeiro cume de glória e exaltação brilhou, cujo povo (gens) e cuja cidade nós divinamente recebemos para governar, e cuja Igreja, a mãe de todas as igrejas de Deus, nós recebemos para defender e erguer. (...) Já que as coisas são assim, por que vós vos esforçais tanto para nos criticar, porque viemos dos francos e temos o comando das rédeas do império romano (imperium), já que em todo povo (gens) qualquer um que teme a Deus é aceitável a Ele? Pois certamente o velho Teodósio e seus filhos Arcádio e Honório, e Teodósio o mais novo, o filho de Arcádio, foram criados de hispânicos até o cume do império romano. | ” |

Num vocabulário moderno, Luís acreditava que essas populações (gens) que ele citara (hispânicos, isáurios, etc.) não eram romanos e que apenas os habitantes da cidade de Roma eram romanos, não reconhecendo que esses povos poderiam ser vistos como romanos, sendo cidadãos do império. Enquanto que, para Basílio, o povo (gens) dos francos não seriam bons imperadores pois não eram cidadãos do império.

### Império e cristianismo
Desde o século IV e, particularmente, desde o édito de Tessalônica em 380, a defesa e a promoção do cristianismo era um fator chave da identidade imperial. Depois dessa data, o escopo territorial do império ou das suas entidades sucessoras nunca coincidiu com a cristandade, e as discrepâncias levou a conflitos de legitimidade. A maior consequência disso foi o Cisma do Oriente, que se concretizou em 1054 em consequência as lutas entre governança e jurisdição (diferenças eclesiásticas) e doutrinais (diferenças teológicas, podendo ser visto, por exemplo, no problema dos dois imperadores com a fundação do Império Carolíngio em 800.
Exemplos anteriores incluem a preferência dos vários reinos bárbaros durante as migrações dos povos bárbaros pelo arianismo, competir com o Credo Niceno pelo domínio em Constantinopla: os burgúndios até 516, os vândalos até 534, os ostrogodos até 553, os suevos até a década de 560, os visigodos até 587 e os lombardos intermitentemente até 652. A adoção ao arianismo protegia os governantes desses reinos das disputas religiosas e das iniciativas políticas de Constantinopla, sendo mais aceitável para para a maior parte dos católicos do que o paganismo.

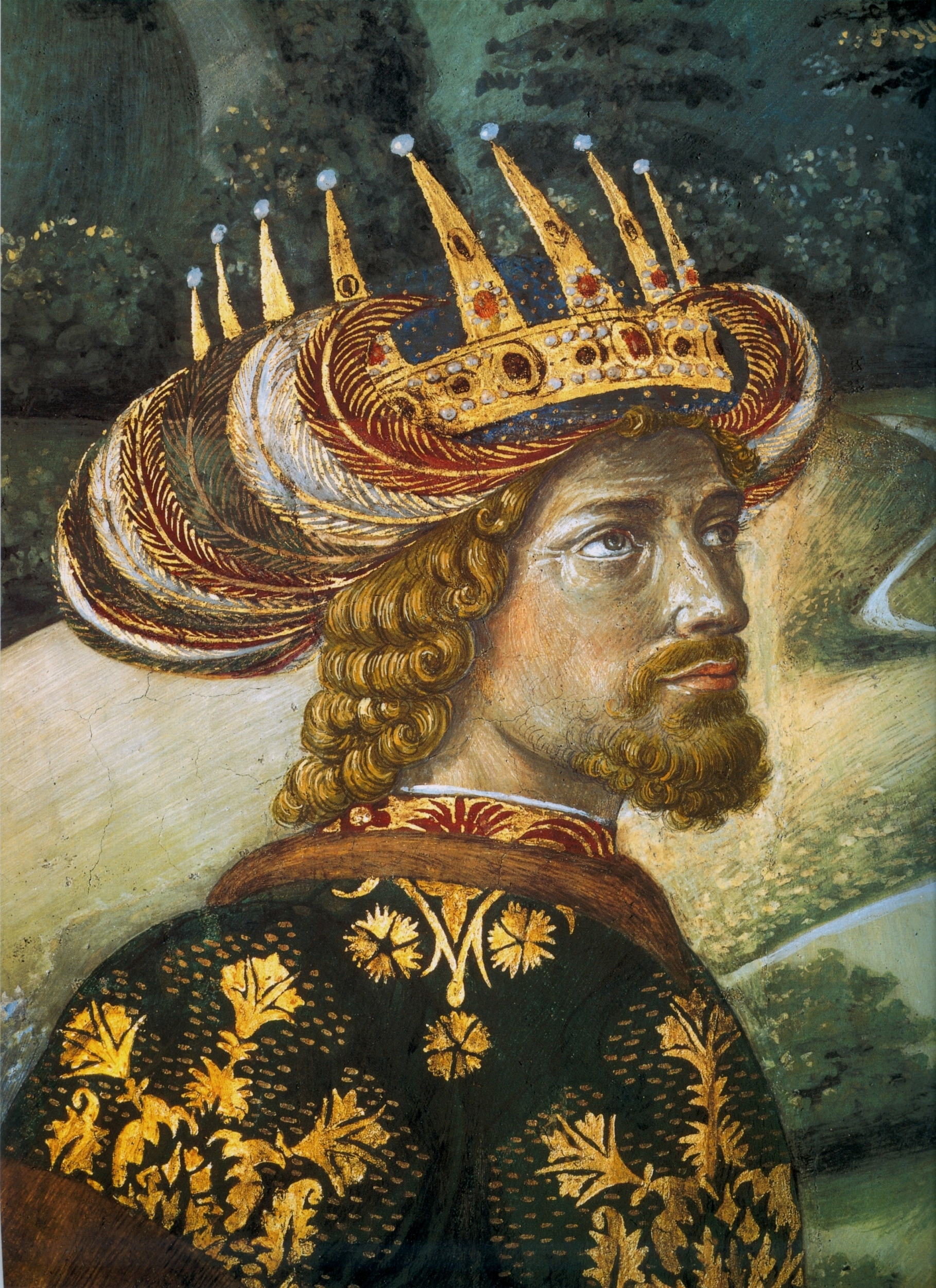
Suposto retrato do imperador João VIII no Concílio de Florença, de Benozzo Gozzoli, ca. 1459

Em duas ocasiões, o Império Oriental (Bizantino) reunificou a igreja com sua parte oriental (Católica Romana), por razões políticas e sem efeito duradouro. No Segundo Concílio de Lyon em 1274, o imperador Miguel VIII com o objetivo de apaziguar o papado para manter os seus aliados francos sob controle, particularmente Carlos I de Anjou que planejava invadir o Império novamente; a união nunca foi aceita completamente em Constantinopla, que foi revertida pelo Concílio de Blaquerna em 1285 após Miguel e Carlos terem morrido. No Concílio de Ferrara-Florença em 1438-1439, o imperador João VIII fez um novo tratado de união sob a ameaça otomana, mas a união foi recebida com resistência em Constantinopla e só foi proclamada pir Isidoro de Kiev em dezembro de 1452, quatro anos após a morte de João e tarde demais para previnir a queda de Constantinopla alguns meses depois.
Por outro lado, as políticas dos sultãos otomanos que se proclamaram imperador dos romanos (isto é, na linguagem dessa época, dos cristãos ortodoxos orientais) apoiaram a independência da Igreja Ortodoxa de Roma e ocasionalmente apoiaram reformas para manter a religiosidade inspirada no separatismo em cheque, por exemplo, a recriação do Patriarcado Sérvio de Peć em 1557. O fundador dessa política, Genádio II de Constantinopla, foi um oponente ferrenho da união entre as Igrejas oriental e ocidental na década de 1440 e início da década de 1450.
A conexão entre Império e cristianismo teve um legado duradouro: a partir daí, Roma permaneceu a sede da Igreja Católica, e Constantinopla (Istambul), sob o Patriarcado Ecumênico com o status reconhecido de primus inter pares na Igreja Ortodoxa. Em 2018, as negociações da autocefalia da Igreja Ortodoxa da Ucrânia levou à um cisma entre Moscou e Constantinopla com a Igreja Ortodoxa Russa unilateralmente quebrando a comunhão plena. Um cisma parecido ocorreu em 1996 na Igreja Ortodoxa Apostólica Estoniana, mas ao contrário do de 2018, foi resolvido alguns meses depois.
As conexões imperiais se estenderam, através do legado do Império Otomano, também ao islamismo. Istambul era até 1924 a sede do único califado amplamente reconhecido dos últimos 500 anos, e mantinham a maior partes das Relíquias de Maomé sobreviventes no Palácio de Topkapı, perto do antigo Palácio Imperial Romank.

## Continuação no Oriente

### Império Romano/Bizantino até 1204

Extensão territorial do Império Romano/Bizantino (476-1204)

Há uma continuidade mantida entre os Impérios Romano e Bizantino, e a definição da data de quando um cai e o outro começa é uma convenção historiográfica. Os bizantinos chamavam a si mesmos de romanos antes e depois da adoção do grego como língua oficial no século VII. A historiografia europeia ocidental considera 395 como a data de início do Império Bizantino, quando Teodósio I foi sucedido por Arcádio no oriente e por Honório no ocidente.  Outras convenções datam a transição de Roma para Bizâncio na mudança da capital imperial de Roma para Constantinopla ou no reinado de Heráclio, marcando o fim da Antiguidade Tardia. 
Embora o Império Bizantino tenha passado por várias crises políticas dramáticas entre os séculos VII e XI, tinha uma continuidade institucional inquestionável até 1204, até porque o seu principal centro de poder, Constantinopla, nunca fora conquistada. Por outro lado, nos territórios do Mediterrâneo Oriental, que deixaram de ser parte do Império durante esse período, não houve nenhuma reividicação de legitimidade imperial. Diferentemente, os ávaros e os eslavos no Sudeste Europeu, e os sassânidas e muçulmanos no Levante e no Norte da África, tinham diferentes modelos de governo e não cobiçavam ser romanos. Isso talvez acontecesse devido  à incapacidade de conquistar a capital Imperial apesar das várias tentativas, ao contrário do exemplo dos sultãos otomanos que reividicaram o título imperial após 1453 

#### Império Búlgaro
Antes de 1204, a única reividicação imperial rival significante no Oriente surgiu em 913, quando Simeão I, o Grande, governante da Bulgária, foi coroado "Imperador e Autocrata de todos os búlgaros e romanos" (Car i samodǎržec na vsički bǎlgari i gǎrci no vernáculo moderno) pelo Patriarca de Constantinopla e o regente imperial, Nicolau, o Místico fora da capital bizantina. Entre 914 e 927 a década foi perdida com a guerra bizantino-búlgara por causa da reividicação imperial e outras discordâncias. O monarca búlgaro foi eventualmente reconhecido como "Imperador dos búlgaros" (basileus tōn Boulgarōn) pelo imperador bizantino Romano I Lecapeno, em 924, seguindo o padrão adotado com o Império Carolíngio que basileu (um termo grego que pode ser traduzido como rei ou imperador, dependendo do contexto) não era um título igual ao de imperador desde que não conferisse explicitamente autoridade sobre os "romanos". O reconhecimento, por Constantinopla, da dignidade do monarca búlgaro de basileu e da dignidade patriarcal do Patriarca Búlgaro foi novamente confirmado com a conclusão da paz permanente com um casamento dinástico búlgaro-bizantino em 927. O título búlgaro "czar" (César) foi adotado por todos os monarcas búlgaros até a queda da Bulgária para o Império Otomano.
Durante o Segundo Império Búlgaro, obras literárias do século XIV descreviam a então capital de Tarnovo, atualmente Veliko Tarnovo, como sucessora tanto de Roma como de Constantinopla. Os búlgaros da época chamavam a cidade de "Tsarevgrad Tarnov", a Cidade Imperial de Tarnovo, ecoando o nome que os búlgaros usavam para Constantinopla, Tsarigrad.

### A Quarta Cruzada e suas consequências

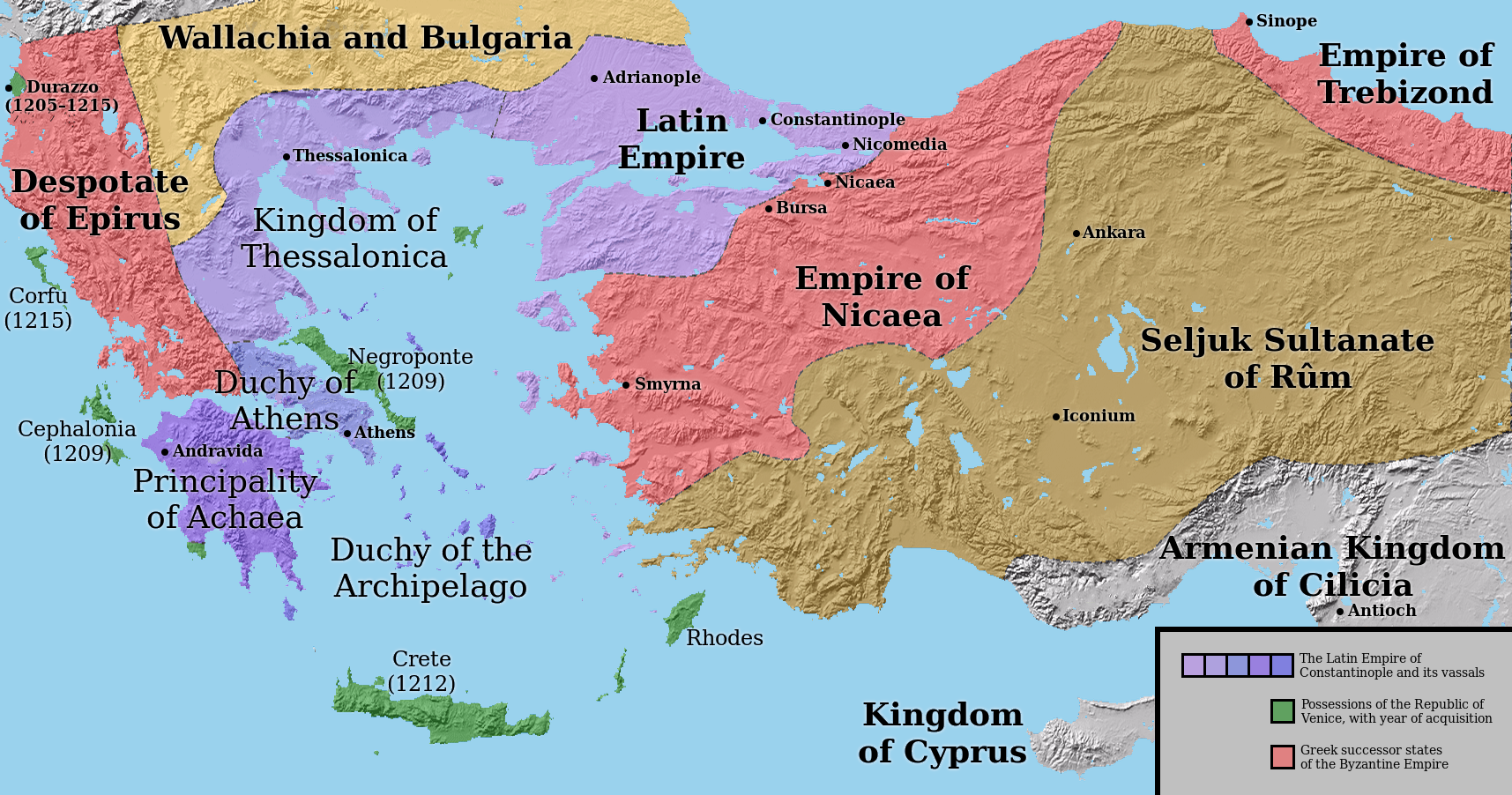
Fragmentação política como consequência do saque de Constantinopla, início do século XIII.

A Quarta Cruzada e o saque de Constantinopla em 1204 marcaram uma grande ruptura na história do Império Romano do Oriente/Bizantino, abrindo um período de fragmentação e reivindicações concorrentes de legitimidade imperial. Os invasores cruzados (latinos) dividiram a maior parte do Império entre si por meio de um tratado formal de partilha, segundo o qual o domínio direto do Império Latino de Constantinopla não se estendia muito além da própria cidade. Ele incluía os estreitos e seu interior imediato, como Adrianópolis e Nicomédia, mas não Salonica nem Niceia. Outros territórios do antigo Império não foram conquistados pelos cruzados latinos e permaneceram sob o controle de diversos remanescentes do antigo Império (grego).

Vários dos Estados surgidos dessa fragmentação reivindicaram ser os legítimos sucessores do antigo Império, cada um por diferentes motivos: o Império Latino detinha a capital imperial; os governantes do Império de Trebizonda eram descendentes da antiga família imperial Comnena; os do Despotado de Epiro (que brevemente se tornou o Império de Salonica) pertenciam à família Ângela, embora tenham renunciado à reivindicação imperial ao aceitar a suserania de Niceia em 1248; já o Império de Niceia reivindicou com sucesso o patriarcado em 1206 e, por meio de uma gestão hábil de alianças, acabou prevalecendo com a reconquista de Constantinopla em 1261.

#### Império Latino de Constantinopla
O Império Latino tinha sua própria linha de sucessão imperial, inicialmente dominada pela Casa de Flandres e depois pela casa francesa de Courtenay. Estava em batalha quase desde sempre, já que a cidade nunca conseguiu se recuperar do trauma de 1204. Apesar da suserania teórica, o Império Latino não era politicamente dominante nem entre os estados cruzados, sendo referido como latinos ou francos pelos orientais.
Depois de serem expulsos de Constantinopla em 1261, seus imperadores titulares ocasionalmente mantiveram poder territorial em partes da Grécia moderna. Jacques des Baux foi Príncipe de Acaia entre 1381 e 1383, s o último reividicador registrado do titúlo imperial latino.

### Era Bizantina

Império Bizantino (roxo) logo antes da queda de Constantinopla

A dinastia paleóloga prolongou a experiência imperial romano quando recuperaram Constantinopla em 1261 até a conquista otomana em 1453. O império diminuiu consideravelmente de tamanho durante esse período, e no final era apenas a cidade imperial, sem nenhum outro território, além da maior parte do Peloponeso (referido na época como Moreia), que estava sobre o controle direto de um dos filhos do imperador com o título de déspota. Essa linha de sucessão imperial terminou em 1453; mesmo que o Despotado da Moreia tenha durado alguns anos mais, até que os otomanos o conquistaram em 1460, seus governantes não reividicaram a autoridade imperial.

#### Império Sérvio
Em 1345, o rei sérvio Estêvão Dušan proclamou-se imperador (czar) e foi coroado como tal em Escópia, na Páscoa de 1346, pelo recém-criado Patriarca Sérvio, assim como pelo Patriarca de Toda a Bulgária e pelo Arcebispo de Ócrida. Seu título imperial foi reconhecido, entre outros, pelo Império Búlgaro, então bastante enfraquecido após a Batalha de Velebusdo em 1330, embora não tenha sido aceito pelo Império Bizantino. Na Sérvia, o título de "Imperador dos Sérvios e Romanos" (em sua forma final simplificada; цар Срба и Римљана / car Srba i Rimljana no sérvio moderno) foi utilizado apenas pelo filho de Estêvão Dušan, Estêvão Uroš V, até sua morte em 1371. Um meio-irmão de Dušan, Simeão Uroš, e depois seu filho João Uroš, usaram o mesmo título até a abdicação deste último em 1373, enquanto governavam como dinastas na Tessália.

#### Império de Trebizonda
O Império de Trebizonda, uma das entidades que surgiram da fragmentação do início do século XIII, sobrevive até que foi conquistado pelos otomanos em 1461. Os governantes comnenos reividicaram o título imperial para si em competição com os de Constantinopla, mesmo que eles não tenham recebidos nenhum reconhecimento internacional significativo.
Um governo separado na costa da Crimeia no Mar Negro, o Principado de Teodoro, só caiu para os otomanos em 1475. Não há indicação de que seus governantes fizeram qualquer reividicação de serem imperadores romanos.

#### Renúncia de André Paleólogo

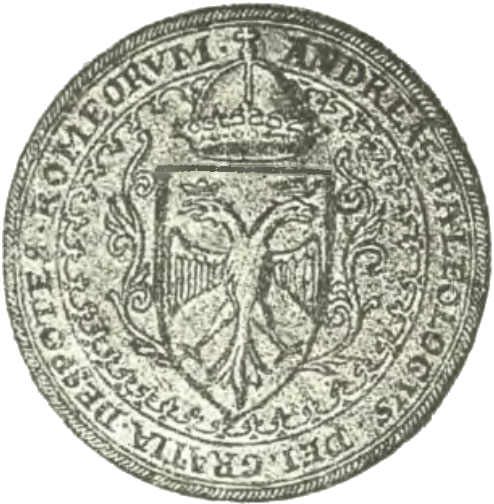
Selo de André Paleólogo, final do século XV. As inscrições latinas se traduzem para "André Paleólogo, pela Graça de Deus, Déspota dos Romanos"

André Paleólogo, um sobrinho do último imperador bizantino, Constantino XI Paleólogo, e o chefe do que restou da família paleóloga, começou a se chamar de Imperador de Constantinopla em 1483 e, possivelmente sem filhos vendeu o que ele via como seu título imperial para Carlos VIII da França em 1494. Os reis da França após ele mantiveram a reividicação até Carlos IX em 1566, quando entrou em desuso. Carlos IX escreveu que o título imperial bizantino "não é mais eminente do que o de rei, que soa melhor e mais harmônico.".
Em seu último desejo em 1502, André Paleólogo cedeu seu auto-título imperial, desta vez para Fernando II de Aragão e Isabel I de Castela. Outros pretendentes ao trono bizantino apareceram um ano após a dua morte, com reivindicações cada vez mais duvidosas com o passar dos séculos. Carlos I Gonzaga, duque de Mântua, que também reividicou ser descendente da família paleólogo, declarou em 1612 sua intenção de reividicar Constantinopla, mas só conseguiu provocar uma rebelião na Península de Mani, que durou até 1619.

### Império Otomano após 1453

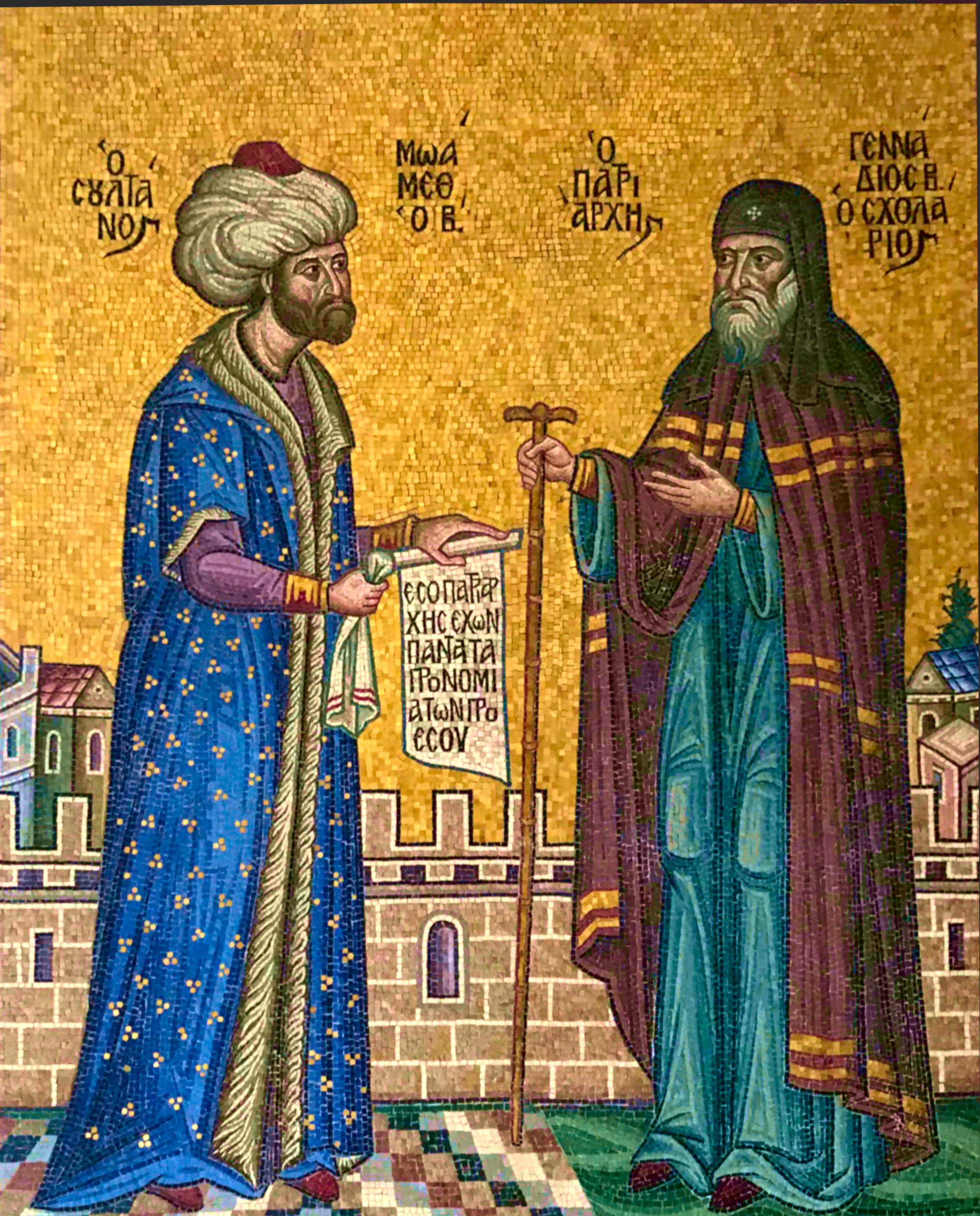
Maomé II e Genádio II, m

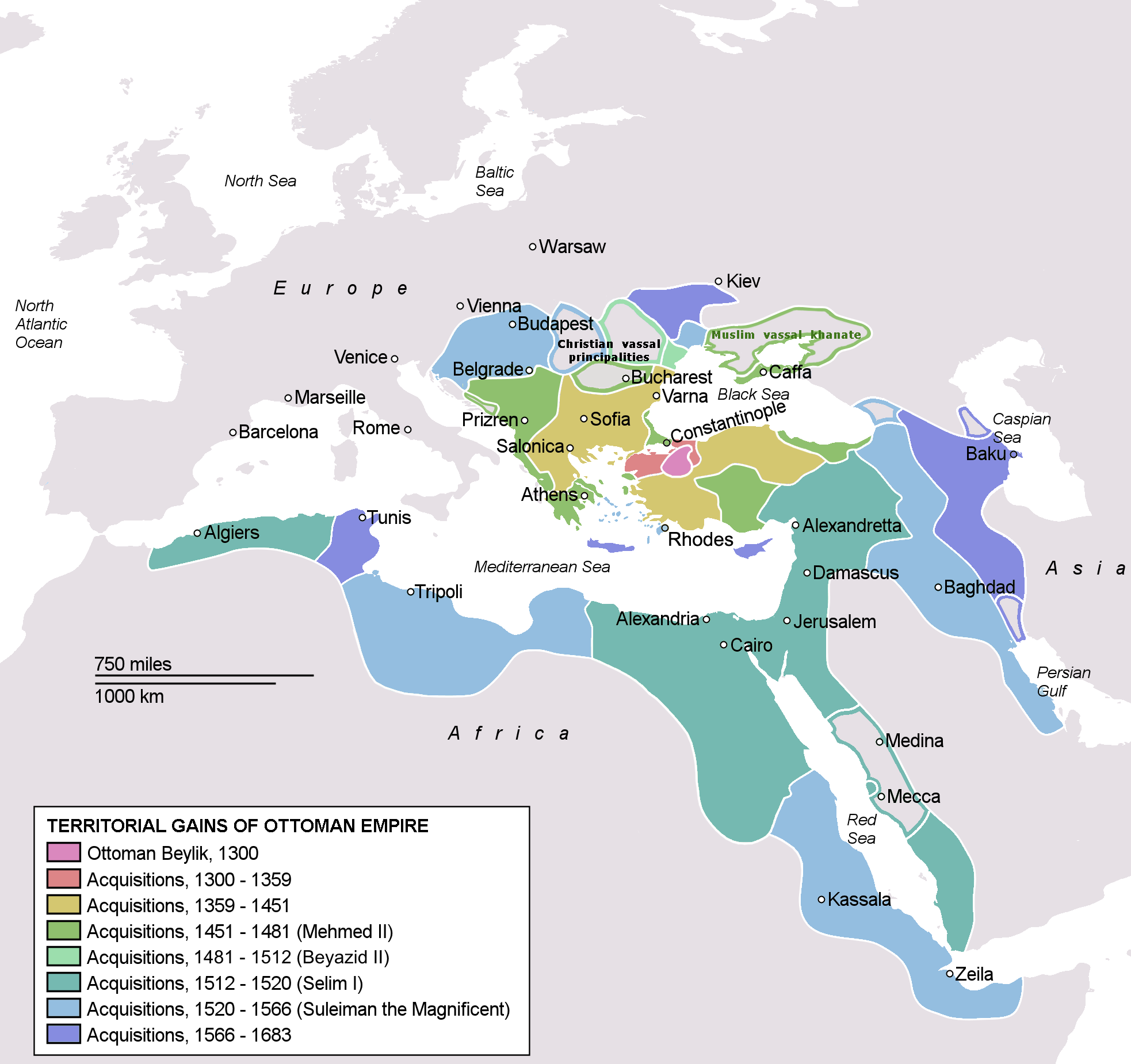
O Império Otomano em sua maior extensão, sob o sultão Mehmed IV

Após a conquista de Constantinopla em 1453, Maomé II declarou-se imperador romano: Kayser-i Rum, literalmente " César dos Romanos", o título padrão para os primeiros imperadores bizantinos em terras árabes, persas e turcas. Em 1454, ele estabeleceu cerimonialmente Genádio II, um ferrenho antagonista do catolicismo e dos inimigos europeus do sultão, como Patriarca Ecumênico de Constantinopla e etnarca (milletbashi ) do Rum Millet, ou seja, os cristãos ortodoxos gregos dentro do Império. Por sua vez, Gennadius endossou a reivindicação de Mehmed de sucessão imperial.
Mehmed's claim rested principally with the idea that Constantinople was the rightful seat of the Roman Empire, as it had been for more than a millennium even if the 1204–1261 period is subtracted. Contemporary scholar George of Trebizond wrote that "the seat of the Roman Empire is Constantinople ... and he who is and remains Emperor of the Romans is also the Emperor of the whole world". An additional though questionable claim of legitimacy referred to the past alliances between the Ottoman dynasty and Byzantine Imperial families. Byzantine Princess Theodora Kantakouzene had been one of the wives of Orhan I, and an unsupported but widespread story portrayed Mehmed as a descendant of John Tzelepes Komnenos.
Jorge de Trebizonda endereçou-se a Maomé em um poema:

Ninguém pode duvidar que ele é imperador dos romanos. Aquele que possui a sede do império em suas mãos é imperador por direito; e Constantinopla é o centro do Império Romano.— Jorge de Trebizonda
Os planos imperiais de Maomé II foi mais longe e teve como objetivo conquistar a própria Roma, reunindo assim o Império de uma forma que não acontecia há quase oito séculos. Sua campanha militar na Itália começou em 1480 com a invasão de Otranto, mas foi interrompida pela morte súbita de Maomé em 3 de maio de 1481. Nenhum de seus sucessores continuou seus esforços. Ao invés disso, eles repetidamente (embora nunca bem-sucedidos) tentaram conquistar a capital dos seus competidores rivais ao título imperial romano, com um primeiro cerco a Viena em 1529 e um segundo em 1683.

Ser o herdeiro por direito do Império Romano/Bizantino tornou-se parte da identidade do sultanato, junto com sua herança turca e muçulmana, mesmo que essa dimensão tenha sido minimizada pelos observadores ocidentais. De acordo com o historiador turco F. Asli Ergul:
| “ | Embora este título não tenha sido reconhecido nem pelos gregos nem pelos europeus, a dinastia otomana, ao definir-se como Rum [isto é, romana], internalizou a estrutura hegemônica e multicultural do Império Romano do Oriente (Império Bizantino). Obviamente foi uma declaração da apreensão da herança do Império Romano do Oriente pelo Sultão Otomano. | ” |

Além disso, com o passar dos séculos, muitos gregos abandonaram a ortodoxia e abraçaram o islamismo, fazendo com que hoje, em parte por causa da miscigenação da etnia grega com os turcos no Império Otomano, estudos genéticos descobriram que os turcos modernos são geneticamente mais próximos dos povos mediterrâneos e médio orientais do que dos centro-asiáticos.
Em negociações diplomáticas com o Sacro Império Romano-Germânico, os otomanos inicialmente recusaram-se em reconhecer as suas reividicações imperiais, porque se viam como os únicos sucessores por direito de Roma. No Tratado de Constantinopla (1533), os negociadores austríacos concordaram em não fazer nenhuma menção ao Sacro Império, referindo-se a Fernando I somente como Rei da Alemanha e Carlos V como rei da Espanha. Os otomanos abandonaram esse requerimento no Tratado de Sitvatorok em 1606, e similarmente com o Império Russo no Tratado de Küçük-Kainarji em 1774.
Os chineses, durante a dinastia Ming, referiam-se aos otomanos como Lumi (魯迷), derivado de Rûmi, literalmente "romano". É importante enfatizar que na China há a concepção de "dinastia conquistada", que faz com que os chineses considerem dinastias de origem étnica não-Han, como a dinastia Yuan (de origem mongol) e a dinastia Qing (de origem manchu) como dinastias chinesas; esse conceito (quando usado para povos estrangeiros não-chineses) talvez influenciou os chineses a verem os otomanos como a dinastia romana.

## Continuação no Ocidente

### Fragmentação política e soberania imperial

Império Ocidental quando começou a se fragmentar, 418 d.C.

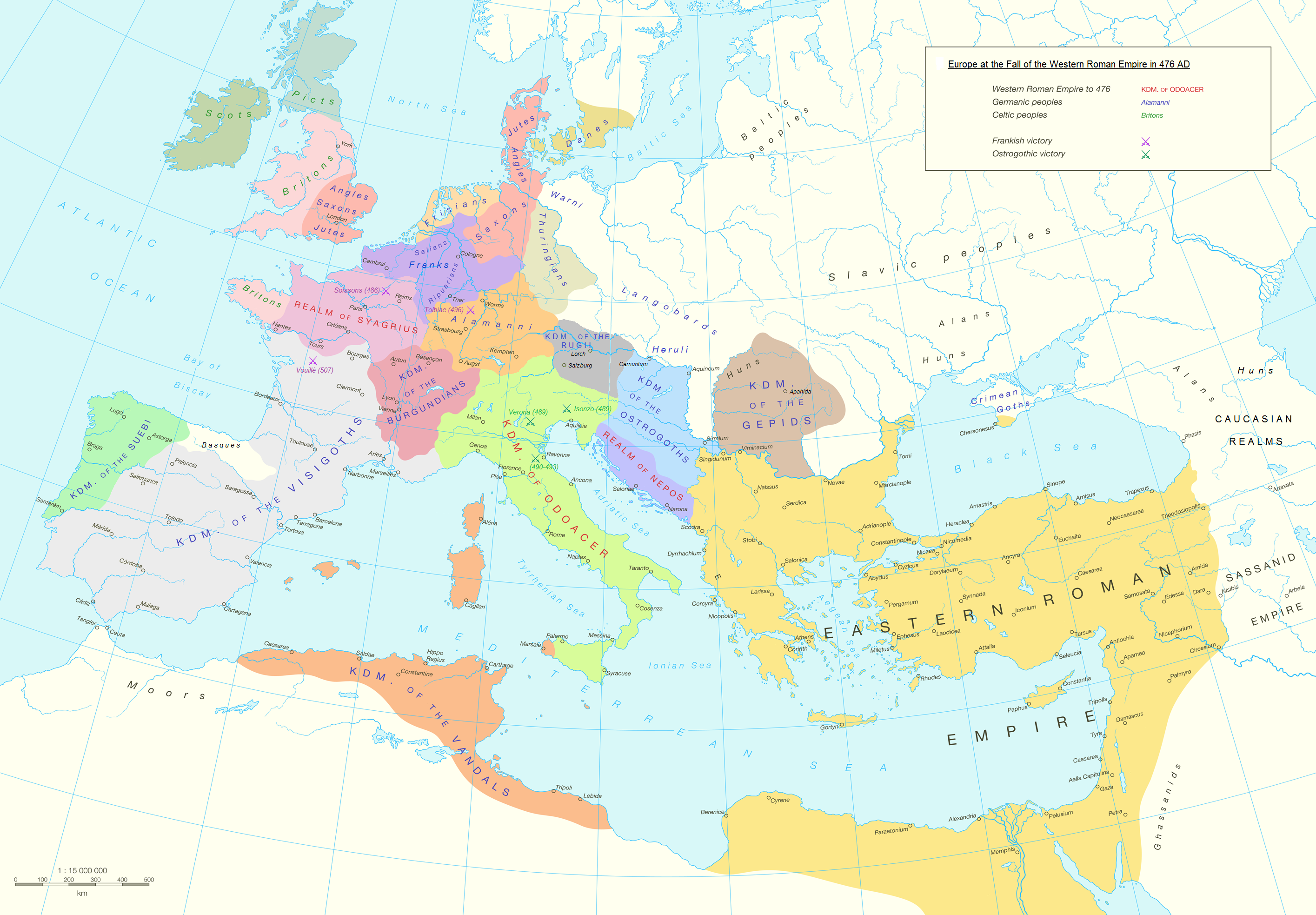
Pico da fragmentação no Ocidente, 476 d.C.

No começo do século V, o Império Ocidental permaneceu perto da sua extensão territorial máxima, apesar da perda dos Campos Decúmanos durante a crise do terceiro século, mas o governo romano tornou-se frágil e muitas áreas estavam desabitadas. Nos primeiros anos do século, a retirada imperial da Grã-Bretanha deixou a ilha aberta aos assentamentos anglo-saxões. As incursões estrangeiras montadas logo resultaram e assentamentos permanentes de germânicos e outros grupos étnicos em territórios que gradualmente se tornaram autônomos, foram por vezes reconhecidos ou mesmo apoiados por tratados (federados) pelo Império Ocidental, e frequentemente embargaram a expansão em conquistas futuras.
Os vândalos cruzaram o Reno em 406, os Pireneus em 409, o Estreito de Gibraltar em 428 e estabeleceram o Reino Vândalo no Norte da África e nas ilhas do Mediterrâneo Ocidental em meados do século V; os suevos, inicialmente se movendo ao lado dos vândalos, estabeleceram seu reino ibérico ocidental em 409; o Reino Visigótico foi inicialmente estabelecido por tratado em 418 no Vale do Garona e logo se expandiu para a Península Ibérica ; os alamanos se expandiram para a Alsácia e além, de sua base inicial no Agri Decumates; na década de 440, o Reino dos Borgonheses foi estabelecido ao redor do Ródano; um Reino autônomo de Soissons foi criado em 457 por comandantes militares romanos entre os rios Sena e Somme ; por último, mas não menos importante, os francos, que haviam sido estabelecidos ao norte do Reno em 358 por tratado com o imperador Juliano, se expandiram para o que hoje é a Bélgica e o norte da França. Como consequência, quando o último imperador ocidental, Rômulo Augusto, foi deposto pelo comandante militar Odoacro em 476, seu governo direto não se estendeu muito além das atuais fronteiras do norte da Itália. Outro líder militar, Júlio Nepos, brevemente antecessor de Rômulo Augusto, ocupou territórios na Dalmácia e manteve o título imperial até seu assassinato em 480.
Em um ato simbólico que fascinaria os historiadores futuros, Odoacro enviou as regalias imperiais ou acessórios de Rômulo Augusto para o imperador oriental Zenão em Constantinopla. Longe de indicar o fim do governo imperial na Itália, isso significava que Odoacro reconhecia a soberania de Zenão e não queria reividicar soberania plena. Como fizeram anteriormente os líderes federados, ele adotou o título de rei (rex) e governou em nome dos imperadores restantes, a saber Zenão e também Júlio Nepos enquanto o último ainda estava vivo. Esse arranjo foi mantido por Teodorico, o Grande, que venceu e matou Odoacro em 493 e o sucedeu como Rei da Itália.

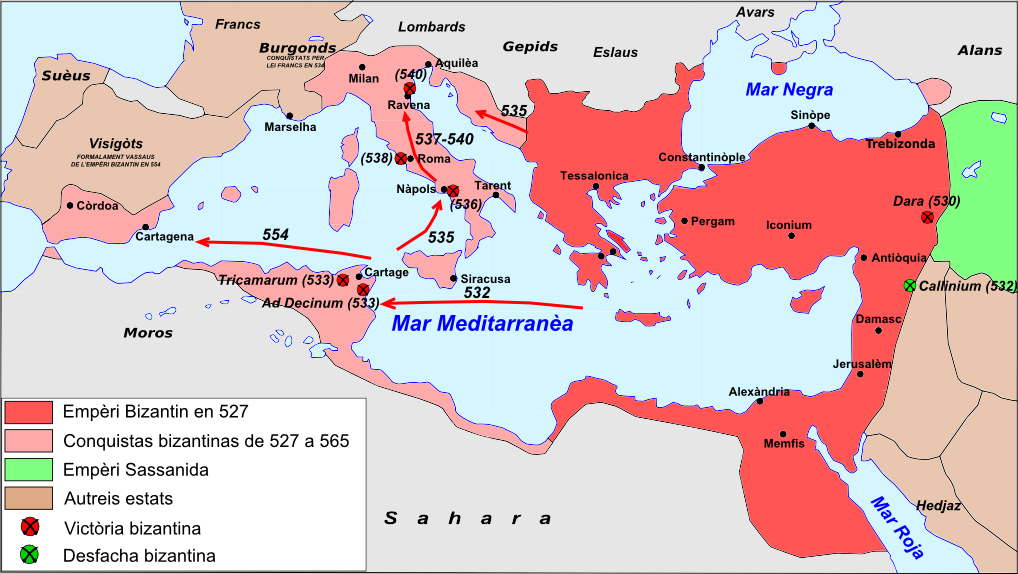
Campanha de reconquista de Justiniano ao ocidente, 535-554

As fronteiras políticas continuaram a se expandir no final do século V e no século VI. Clóvis I, rei dos francos, (d. 511), conquistou a Alamânia, o Reino de Soissons e a maior parte do norte dos Pirenéus do Reino Visigótico, e seus filhos conquistaram o Reino dos Burgúndios em 534, criando, assim, o vasto Reino Franco, que foi periodicamente dividido entre vários membros da dinastia merovíngia. Enquanto isso, o imperador oriental Justiniano I reestabeleceu o controle imperial direto no sul da Espanha, no norte da África e especialmente na Itália, reconquistada durante a difícil Guerra Gótica (535-554). Mais tarde, no século VI, o imperador Maurício patrocinou Gundoaldo, um membro da dinastia merovíngia de Clóvis, em sua campanha contra o Reino Franco para tomá-lo, que acabou fracassando em 585 em Saint-Bertrand-de-Comminges.
Mesmo estando fora do controle militar do Império, os francos reconheciam a soberania de Constantinopla ao longo do século VI. Numa cerimônia no começo de 508 em Tours, Clóvis recebeu as insígnias enviadas pelo imperador Anastácio I que colocava ele como cônsul do Império. Do mesmo modo, no começo do século VI, o rei Gundebaldo do ainda-independente Reino dos Burgúndios, apesar de ser ariano, era mestre dos soldados em nome do imperador. O Gesta pontificum Autissiodorensium, um compêndio de informações sobre os bispos de Auxerre compilado pela primeira vez no final do século IX, referia-se aos bispos até Desidério (falecido em 621) como "nos reinados de Focas e Heráclio" (imperantibus Foca, atque Heraclio). Nenhuma ocorrência semelhante parece ter ocorrido no Reino Visigótico na mesma época. Chris Wickham descreve o rei visigótico Eurico (466-484) como "o primeiro grande governante a adotar uma 'política bárbara' — o segundo no Império após Geiserico — a ter um prática política totalmente autônoma, sem influência de resquícios de lealdade romana.". Um século e meio depois, na década de 620, Isidoro de Sevilha criou no Reino Visigótico, que já era um monarquia católica após a conversão de Recaredo I em 587, uma visão de monarquia cristã em pé de igualdade com a do Império Romano do Oriente que teria grande influência no pensamento político da Europa Ocidental.:236
O governo imperial no Ocidente foi perdendo influência a partir do final do século VI. Na Grã-Bretanha, a partir do que se é possível saber, devido à falta de documentação, o governo romano era uma memória distante. Na Frância, referências à soberania imperial desapareceram a partir da substituição dos merovíngios no século VII nos reinados de Clotário II e Dagoberto I. Na península Ibérica, o rei visigótico Suíntila expulsou as últimas forças imperiais no sul da Espanha em 625. A Itália foi invadida pelos lombardos em 568, que criaram o Reino Lombardo, hostil ao Império; fazendo, assim, com que o Império fosse perdendo gradualmente o domínio na região.

#### Papel do papado
O papado romano tornou-se instrumento do reavivamento das ideias imperiais no Ocidente. Roma foi se isolando consideravelmente de Constantinopla por causa das destruições causadas pela Guerra Gótica (535-554), das escolhas imperiais em favor de Ravena sobre Roma:149 e pelas invasões lombardas na Itália que começaram em 568, o que limitou as comunicações com os principais postos imperiais em Ravena e na Sicília.:141 A Coluna de Focas no Fórum Romano, dedicada em 608, foi a última expressão monumental do poder imperial (oriental) em Roma. Em 649, quebrando a tradição, o papa Martinho I foi eleito e consagrado sem esperar pela confirmação imperial.:218 Constâncio II foi o último imperador (oriental) a visitar Roma por séculos, em 663, e levou vários dos monumentos que restavam de Roma para decorar Constantinopla. Enquanto isso, e por várias outras razões, o catolicismo finalmente triunfou sobre o arianismo nos reinos ocidentais: na Península Ibérica visigótica, com a conversão de Recaredo I em 587 e na Itália lombarda, após desentendimentos, depois da morte do rei Rotário, em 652. O papa Gregório I (590-604) estabeleceu as fundações para o início do governo papal como líder da cristandade no Ocidente, mesmo que naquele tempo não houvesse nenhuma concepção de autoridade imperial alternativa a ser estabelecida em competição com Constantinopla.:182
A promoção da iconoclastia pelo imperador Leão III, o Isauro a partir de 726 levou a uma ruptura profunda entre o Império Oriental e o papado. O papa Gregório II via a iconoclastia como a mais recente das heresias imperiais. Em 731, seu sucessor, Gregório III, organizou um sínodo em Roma que declarou a iconoclastia punível de excomunhão. Leão III respondeu em 732/33 confiscando todos os patrimônios papais no sul da Itália e ma Sicília, e removeu as dioceses de Salonica, Corinto, Siracusa, Régio, Nicópolis, Atenas e Patras da jurisdição papal, submetendo-as ao Patriarca de Constantinopla. Isso foi, na verdade, um ato de triagem: fortaleceu o domínio imperial no sul da Itália, mas garantiu a eventual destruição do Exarcado de Ravena, que logo caiu nas mãos dos lombardos. Em efeito, o papado tinha sido "expulso do Império". O papa Zacarias, em 741, foi o último papa a anunciar a sua eleição para um monarca bizantino ou buscar a sua aprovação.

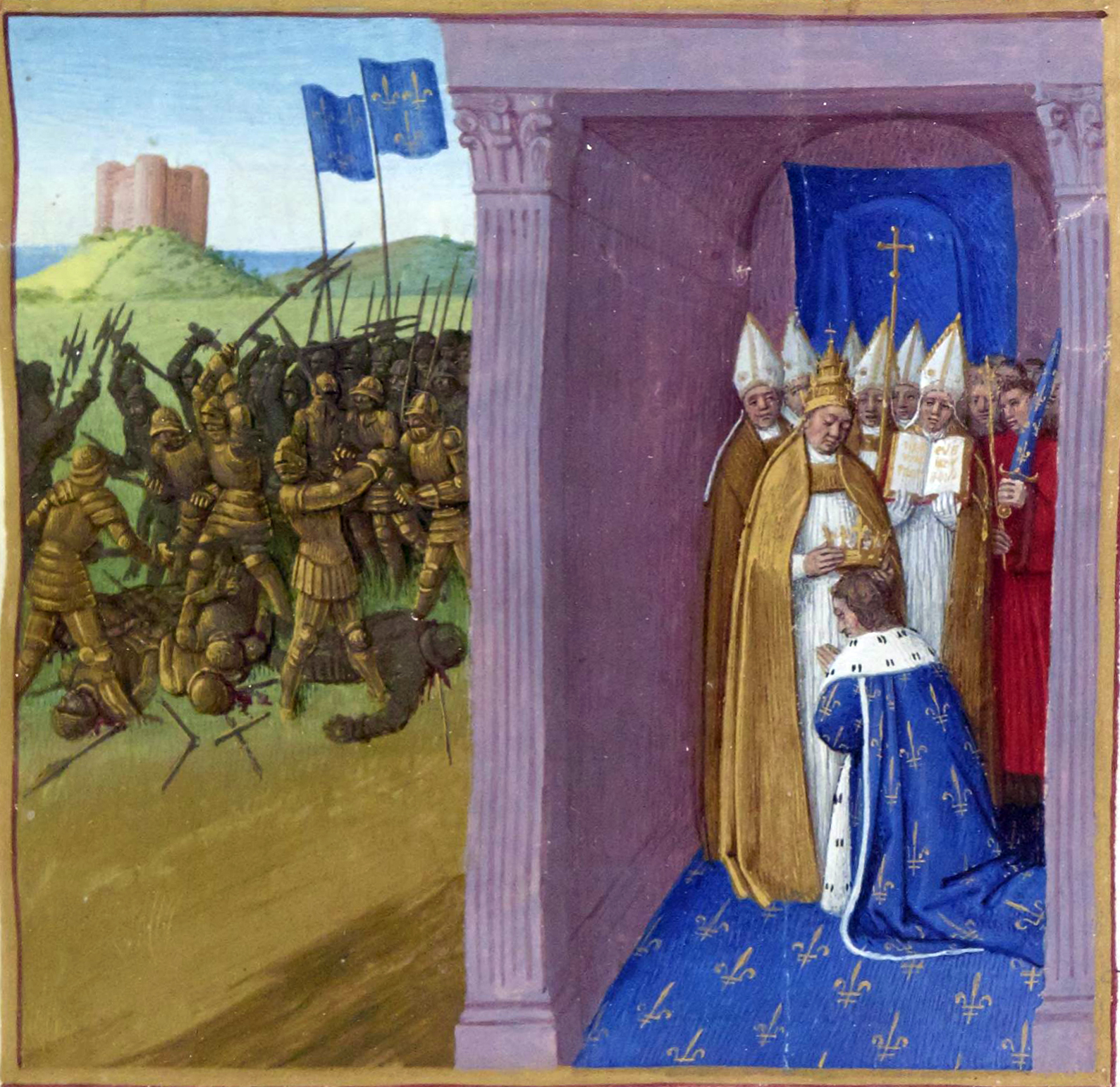
Coroação de Pepino, o Breve, pelo papa Estêvão II em 754 (à direita), miniatura de Jean Fouquet, Grandes Chroniques de France, ca. 1455-1460

Os papas precisaram rapidamente reinventar a sua relação com as autoridades seculares. Mesmo que os vizinhos lombardos não fossem mais hereges, eles ainda eram hostis. Os mais poderosos, mas também mais distantes francos, que tinham sido grandes aliados do Império, eram uma opção alternativa para serem potenciais protetores. Em 739, Gregório III enviou um primeiro embaixador para Carlos Martel para buscar proteção contra Liuprando, rei dos lombardos, mas o homem forte dos francos havia sido aliado de Liuprando no passado e pediu para ele em 737 que cerimonialmente adotasse seu filho. O papado teria mais sorte com Pepino, o Breve, que sucedeu Carlos em outubro de 741 junto com seu irmão mais velho Carlomano (que saiu da vida pública e tornou-se um monge em 747). O papa Zacarias estava sendo pressionado a agir na campanha lombarda final contra o Exarcado de Ravena, cuja queda em meados de 751 selou o fim do domínio bizantino no centro da Itália. Ele estava em contato com as elites governantes francas através de Bonifácio, arcebispo de Mainz, e outros clérigos como Burchard de Würzburg e Fulrad. Em março de 751 ele depôs Quilderico III, o último rei merovíngio, e Pepino foi coroado Rei da França em Soissons. Em 754, O sucessor de Zacarias, Estêvão II fez a primeira visita papal da história ao norte dos Alpes, conhecendo Pepino em Ponthion e ungindo-o rei em Saint-Denis em 28 de julho, estabelecendo um padrão para os ritos de coroação dos reis francos. Estêvão mais tarde legitimizou a dinastia carolíngia ungindo, também, os filhos de Pepino, Carlos e Carlomano, proibindo a eleição de qualquer não-descendente de Pepino de ser rei, e proclamando que a "nação franca está acima de todas as nações". Isso levou à Doação de Pepino em 756, cimentando o governo papal sobre os Estados Papais pelos próximos onze séculos. Subsequentemente, em 773-774, o filho de Pepino e seu sucessor, Carlos Magno, conquistou o Reino Lombardo da Itália.

### Sacro Império Romano-Germânico

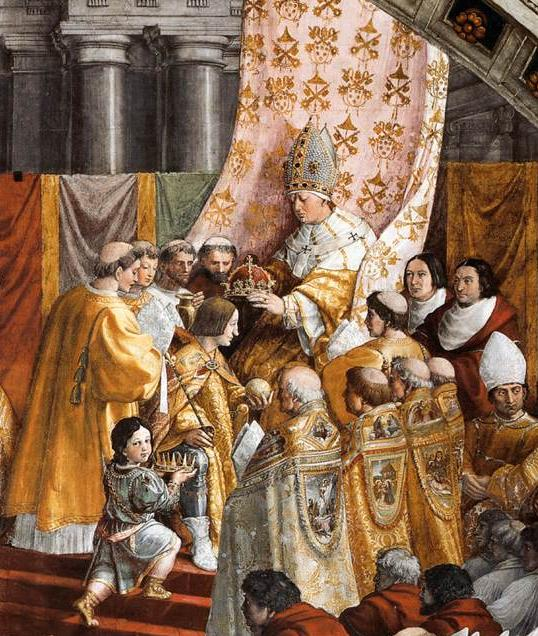
Coroação de Carlos Magno, provavelmente de Gianfrancesco Penni, afresco nas Salas de Rafael no Vaticano, 1516-1517

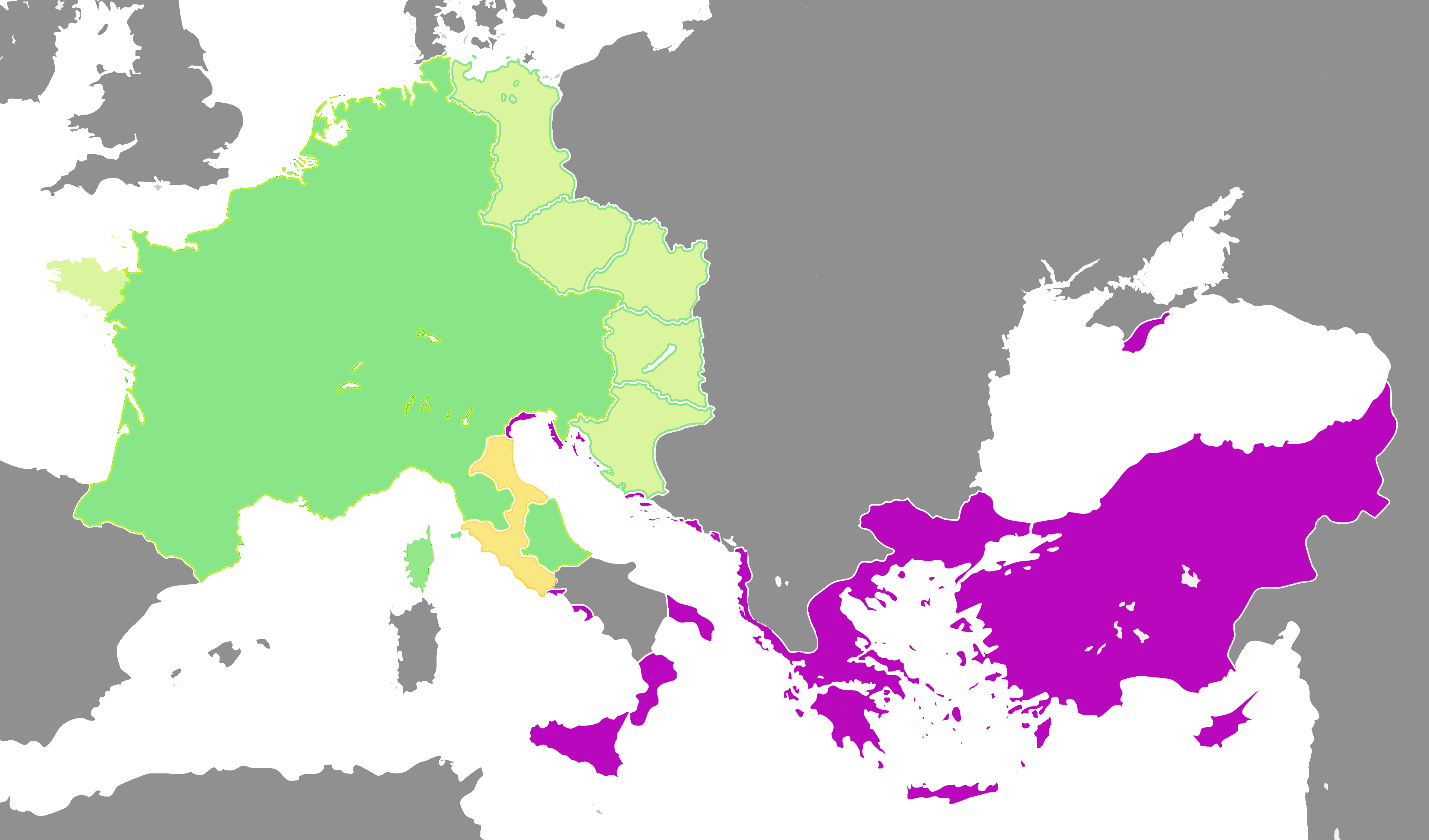
Impérios Carolíngio (verde) e Bizantino (roxo) no início do século IX

A coroação de Carlos Magno pelo papa Leão III, em Roma, no Natal de 800, foi uma tentativa explícita de estabelecer uma continuidade do Império Romano que ainda existia no Oriente. Em Constantinopla, Irene de Atenas foi cegada e deposta pelo seu filho, Constantino VI alguns meses mais tarde. Sem o precedente de uma mulher ser a única detentora do título imperial, e seus críticos no Ocidente (por exemplo, Alcuíno) viam o trono imperial como vacante. Assim, como Peter H. Wilson colocou, "é altamente provável que Carlos Magno acreditasse que estava sendo nomeado imperador romano" quando ele foi coroado; entretanto, o título imperial de Carlos Magno baseava-se em um critério diferente de todos os imperadores romanos, visto que dependia da relação com o papado, embasada no ato de coroação feito pelo papa.
Enquanto isso, a ascensão ao trono bizantino de Nicéforo I em 802 confirmou o conflito de legitimidade entre as partes franca e bizantina do Império Romano, conhecido pela historiografia como o problema dos dois imperadores (em alemão, Zweikaiserproblem). Segundo Teófanes, o Confessor, Carlos Magno tinha tentado previnir o conflito com um projeto de se casar com Irene, mas ele não conseguiu. Os conflitos territoriais foram resolvidos nos anos seguintes em uma série de negociações conhecidas como Pax Nicephori, mas o conflito sobre a legitimidade imperial com Constantinopla provou-se extremamente longo.

As mudanças territoriais do Sacro Império sobrepostas às fronteiras atuais

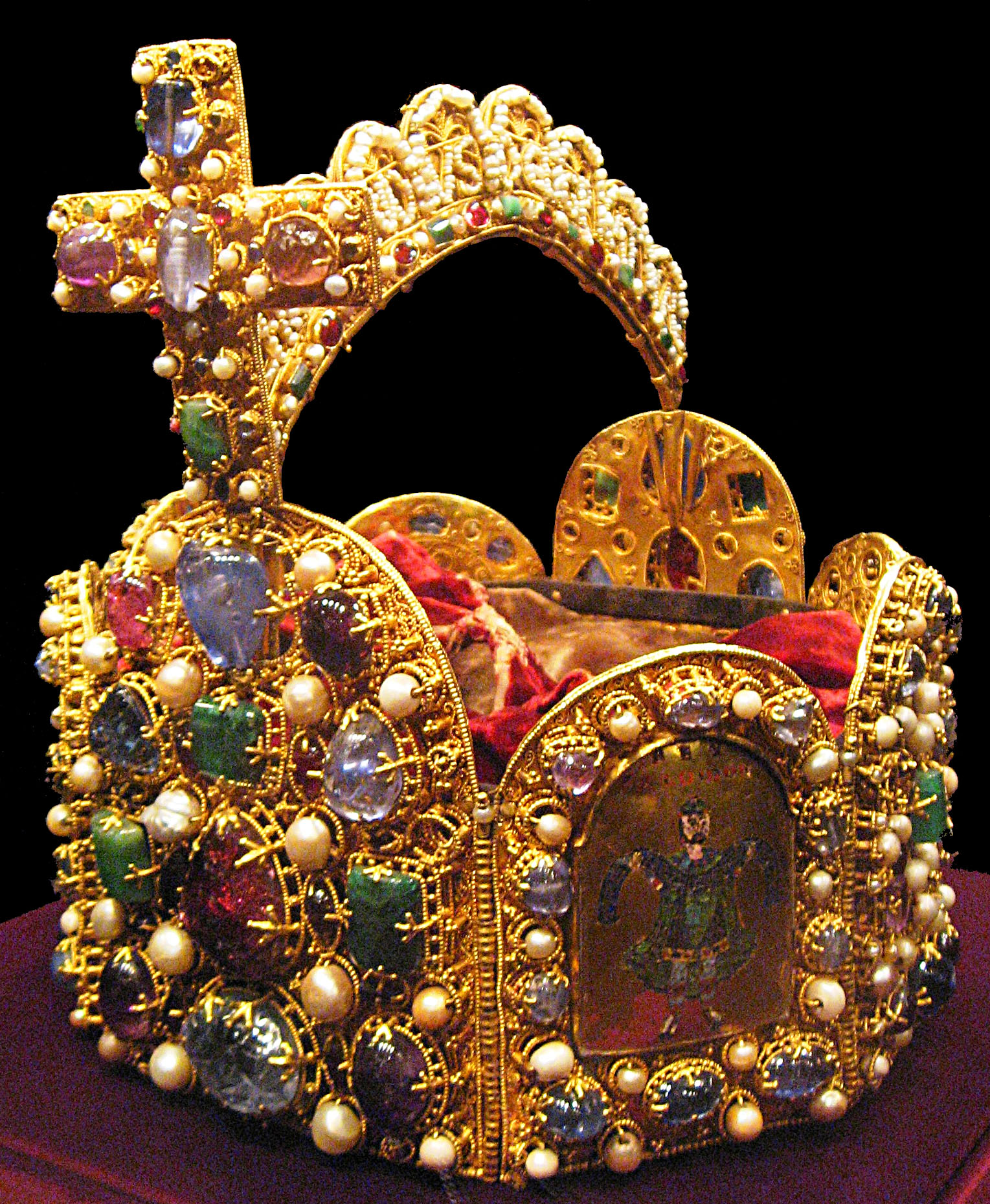
Coroa Imperial do Sacro Império Romano-Germânico, final do século X/início do século XI

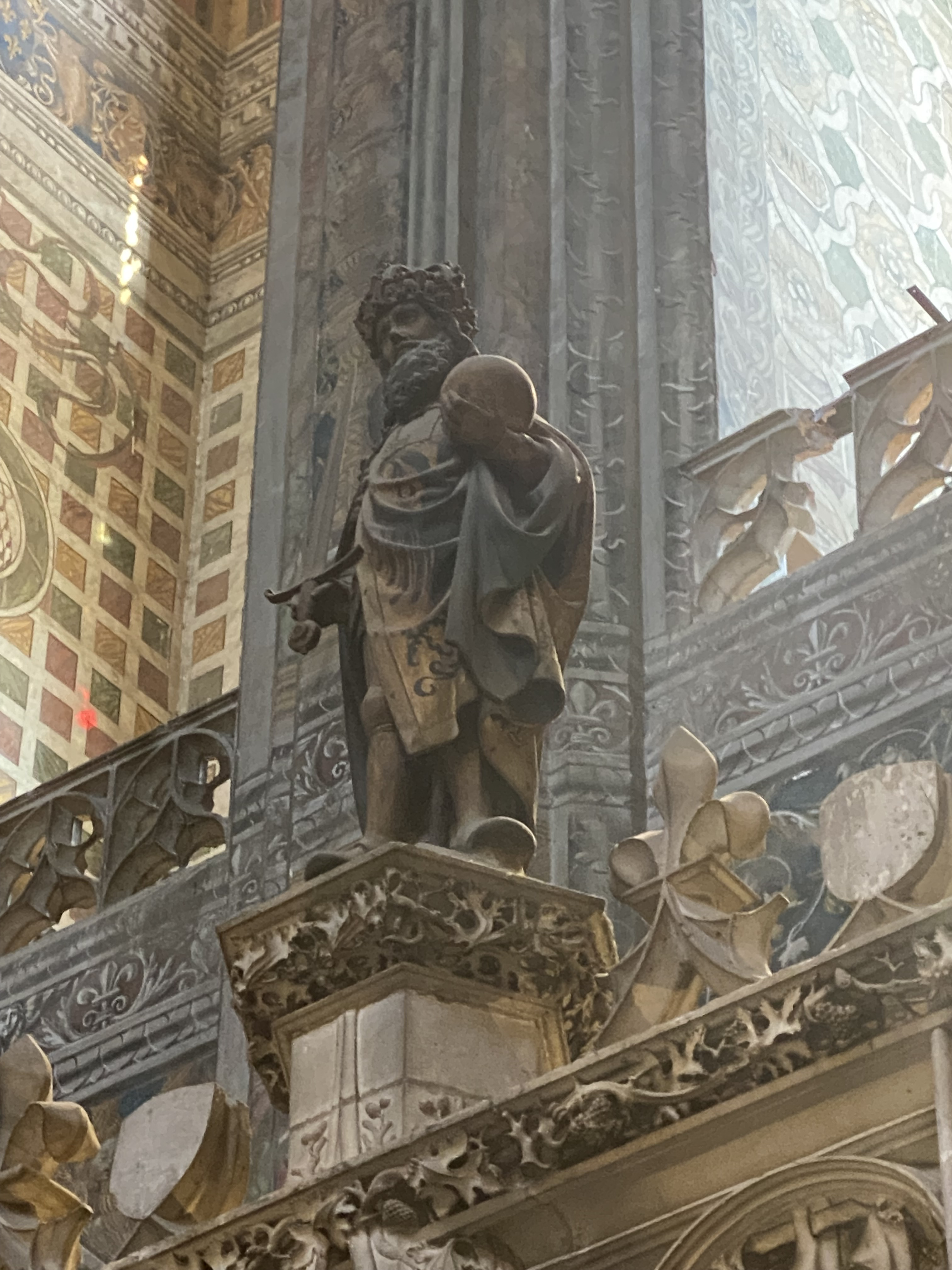
Estátua de Constantino, o Grande dentro da Catedral de Albi, mostrando-o com um manto adornado com o emblema Reichsadler romano-germânico

A autoridade política fragmentou-se dentro do Império após a morte de Carlos Magno. O resultado final foi a associação da dignidade imperial com as terras mais orientais ("alemãs") da geografia carolíngia, mas isso não era evidente no início e demorou muito para acontecer. De 843 a 875, os detentores do título imperial governaram apenas o norte da Itália e, no início, o "reino do meio" da Lotaríngia. No dia de Natal de 875, exatamente 75 anos após Carlos Magno, Carlos, o Calvo, da Frância Ocidental, foi coroado imperador em Roma pelo Papa João VIII, adotando o lema renovatio imperii Romani et Francorum, o que levantou a perspectiva de um Império centrado no que hoje é a França. Carlos morreu logo depois, em 877, e seu sucessor, Carlos, o Gordo, conseguiu apenas brevemente reunir todos os domínios carolíngios, e após sua morte em 888, a parte ocidental do Reino Franco foi dominada pelos não-carolíngios robertinos, mais tarde a dinastia capetiana. Por mais de sete décadas, a autoridade dos imperadores ficou então confinada principalmente ao norte da Itália, até que Otão I reviveu a ideia imperial e foi coroado pelo Papa João XII em Roma em 962. A partir de então, todos os imperadores tinham raízes dinásticas nas terras de língua germânica (embora Frederico II tenha nascido na Itália, Henrique VII em Valenciennes, Carlos IV em Praga, Carlos V em Gante, Fernando I na Espanha, Carlos VII em Bruxelas, Francisco I em Nancy e Francisco II em Florença).
Durante o milênio do Sacro Império Romano, várias tentativas foram feutas para recuperar a herança imperial clássica. O imperador Otão II reinou em Roma de 998 até sua morte em 1002, e fez uma tentativa de reviver as antigas instituições romanas e tradições em parceria com o papa Silvestre II, que escolheu o seu nome papal como referência ao papa do tempo de Constantino, o Grande. Frederico II tinha um grande interesse na antiguidade romana, patrocinando escavações arqueológicas, organizando um triunfo em Cremona em 1238 para celebrar a sua vitória na batalha de Cortenuova, e foi representado de forma clássica. Similarmente, Maximiliano I era altamente atento as referências clássicas em seus projetos "memoriais" na década de 1510 que incluíam três monumentais xilogravuras do Arco Triunfal, Processão Imperial e a Grande Processão Imperial.

#### Papado e título imperial

O governo Hohenstaufen no Sacro Império Romano-Germânico. (O Reino da Sicília em rosa estava em união pessoal com o Sacro Império Romano)

Segundo o seu biógrafo, Eginhardo, Carlos Magno estava descontente com sua coroação, um fato que mais tarde os imperadores interpretaram como um desprazer sobre a ascensão do papa como um ponto chave para a legitimação do poder imperial. Ao invés do reconhecimento por aclamação popular, Leão III coroou Carlos Magno no final da cerimônia, logo depois que a multidão o aclamou. Em setembro de 813, Carlos Magno tentou substituir esse precedente coroando por conta própria seu filho Luís, o Piedoso, em Aachen, mas o princípio da coroação papal sobreviveu e foi renovado em 962 quando Otão I restaurou o Império e seus rituais depois de décadas de turbulências e recebeu a Coroa Imperial do papa João XII.
A interdependência entre o papa e o imperador levou a im conflito quando o papado começou a consolidar a sua posição com a reforma gregoriana em meados do século XI. A Controvérsia das Investiduras (1076-1122) incluiu episódios de confrontos dramáticos, nos quais o papa tentou privar o imperador de sua dignidade imperial. O Dictatus papæ, um documento papal publicado em 1075 logo após a eleição de Gregório VII, ditava "que somente ele [o papa]possui as insignias imperiais.", "que todos os príncipes devem beijar os pés do Papa" e "que é lícito depor o imperador". Após a Penitência de Canossa de Henrique IV, em janeiro de 1077, Gregório VII pronunciou a sua absolvição, mas se referiu a ele apenas como rex Teutonicorum ("rei dos alemãos"), assim omitindo o título imperial e o fato que Henrique era rei (rex) de vários reinos, incluindo Burgúndia e a Itália. Guerras de guelfos e gibelinos, os respectivos partidários do papa e do imperador, duraram até o século XV. Em 1527, o envolvimento do papa nas Guerras Italianas levou ao traumático saque de Roma pelas tropas imperiais de Carlos V, após o qual a influência papal nas políticas internacionais foi significantemente reduzida 

#### Reinos e o título imperial

Domínios habsburgos com a união pessoal do Sacro Império Romano por Carlos V

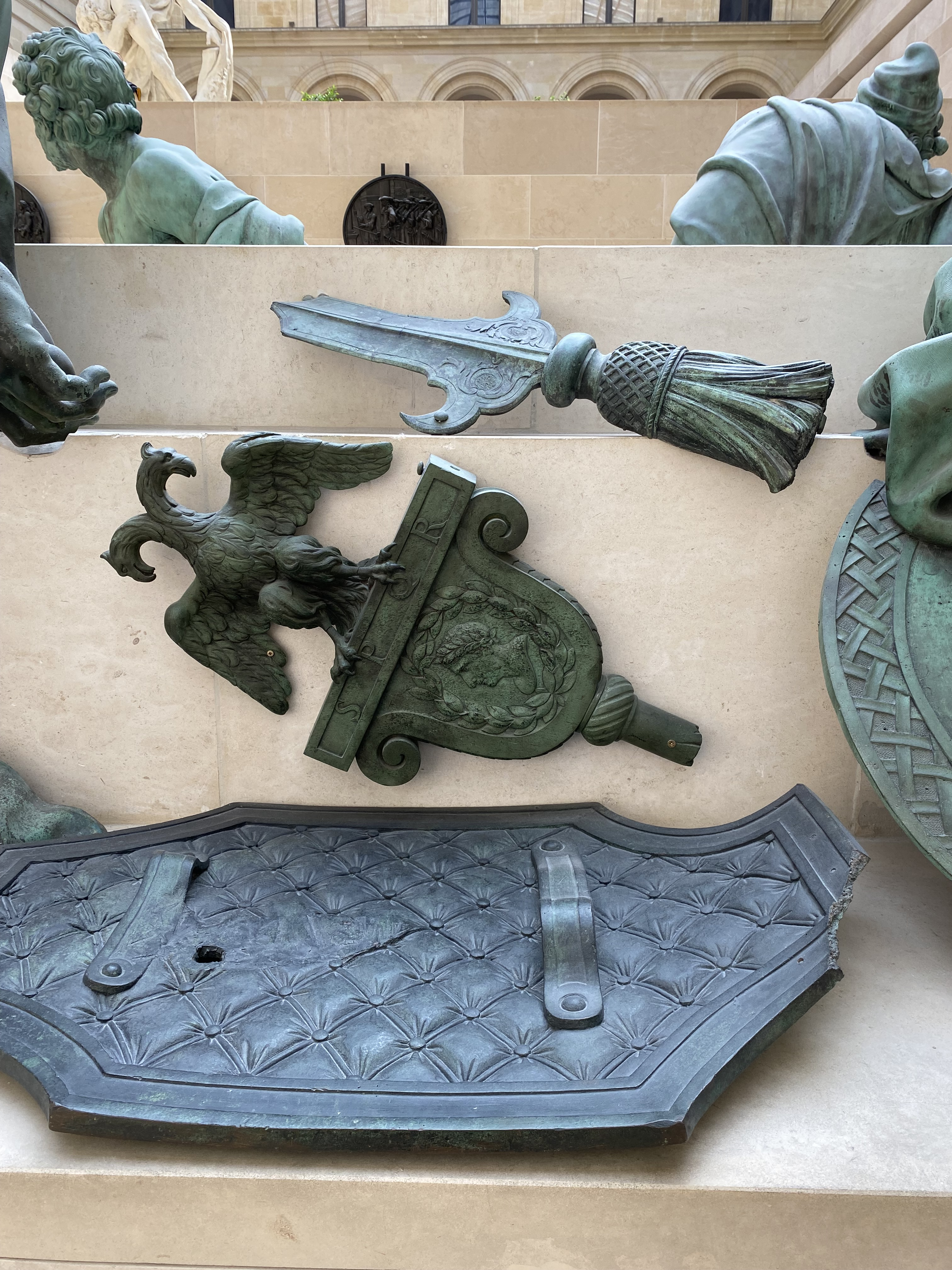
Estandarte imaginativo do Sacro Império Romano-Germânico, do antigo Monumento da Vitória de Luís XIV na Place des Victories em Paris (1686), anacronicamente combinando o emblema SPQR com a águia bicéfala

No início da história do Império, Luís, o Piedoso, estabeleceu formalmente a supremacia do Império sobre os reinos católicos por meio de um documento emitido em 817, posteriormente conhecido como Ordinatio Imperii. Naquela época, considerava-se que o Império abrangia toda a cristandade ocidental sob uma única autoridade, (excluindo as Ilhas Britânicas, a Bretanha e o Reino das Astúrias dessa visão). Segundo o arranjo de Luís, apenas seu filho mais velho, Lotário, manteria o título de imperador, e seus irmãos mais novos, Pepino e Luís, deveriam obedecê-lo, mesmo sendo reis, respectivamente, da Aquitânia e da Baviera. Esse documento foi controverso desde o início, principalmente por não estar em conformidade com a lei e as práticas de sucessão francas. Após a morte de Luís, o Piedoso, em junho de 840, a Batalha de Fontenay (841), os Juramentos de Estrasburgo (842) e o Tratado de Verdun (843) estabeleceram uma realidade diferente, na qual o título imperial permaneceu indiviso, mas seu detentor competia com os reis por território, embora na época todos ainda estivessem ligados pelos laços familiares da dinastia carolíngia e pelos limites do cristianismo católico.

Após o declínio gradual da dinastia carolíngia no final dos séculos IX e X, a rivalidade entre o Império e os reinos individuais desenvolveu-se com base nesses precedentes iniciais. O Reino da França, originado da Frância Ocidental de Carlos, o Calvo, mostrou-se continuamente relutante em reconhecer a posição superior do Imperador entre os monarcas europeus. À medida que a cristandade latina se expandia na Alta Idade Média, novos reinos surgiram fora do Império e, de forma semelhante, disputariam território e supremacia. A própria França foi instrumental nos acontecimentos que levaram ao declínio político do Império do século XVI ao início do século XIX.

## Renascimento nacionalista na Era Moderna
Vários regimes políticos reivindicaram diferentes formas de sucessão do Império Romano, mesmo reconhecendo um intervalo significativo entre o que consideravam a extinção do Império e seus próprios esforços para revivê-lo. Essas tentativas foram cada vez mais moldadas em termos nacionalistas, alinhadas com as tendências da época.

### Rússia Imperial

Brasão de armas do Império Russo, com a águia bicéfala, anteriormente associada com o Império Bizantino

Em 1472, Ivan III da Rússia casou-se com Sofia (Zoé) Paleóloga, uma sobrinha do último imperador bizantino, Constantino XI, e entitulou-se czar (Царь, "césar") ou imperator. Em 1547, Ivan IV consolidou o título como "Czar de Toda a Rússia" (Царь Всея Руси). Em 1589, o Metropolitanato de Moscou foi elevado à autocefalia pelo Patriarcado de Constantinopla e assim se tornou o Patriarcado de Moscou, graças aos esforços de Boris Godunov. Essa sequência de eventos apoiados pela narrativa, encorajaram os futuros governantes, que Moscou era a sucessora por direito de Bizâncio como "Terceira Roma", baseado numa mistura de religião (Ortodoxia), etnolinguística (eslavos orientais) e ideias políticas (a autocracia do czar). Apoiadores dessa visão também apontavam a topografia das Sete Colinas de Moscou e paralelos nas Sete Colinas de Roma e nas Sete Colinas de Constantinopla.
Em 1492, Zósimo, metropolita de Constantinopla, na sua Apresentação da Páscoa, referiu-se a Ivan III como "O novo czar Constantino da nova cidade de Constantino — Moscou." Numa carta panegírica ao grão-duque Vasili III composta em 1510, o monge russo Filoteu de Pskov proclamou: "Duas Romas caíram. A terceira permanece. E não haverá quarta. Ninguém substituirá sua cidade cristã!"

### Espanha Imperial
O monarquia Hispano-Gótica, reconhecia-se politicamente e legalmente como herdeira e sucessora do Império Romano na Hispânia, usando os símbolos romanos de monarquia. Além disso, dois usurpadores romanos do Reino Visigótico tentaram reividicar a autoridade imperial: Burdunelo (496) e Pedro (506).
Durante a Idade Média na Espanha, alguns monarcas ibéricos, a maioria dos reis de Castela e dos reis de Leão, usaram o título de imperator totius Hispaniæ, sobre o qual houve reividicações, não só sobre suserania sobre os reis da península (tanto cristãos como muçulmanos), mas também a igualdade dos reis com os governantes do Império Bizantino e do Sacro Império Romano-Germânico.
O último herdeiro titular do posto de imperador romano oriental, Andreas Paleólogo, vendeu seu título imperial, junto com seus domínios na Moreia, aos Reis Católicos da Espanha ( Fernando II de Aragão e Isabel I de Castela ) em seu testamento, escrito em 7 de abril de 1502, designando-os, e seus sucessores (os futuros monarcas espanhóis ) como seus herdeiros universais. Andreas argumenta que os reis espanhóis detinham, através da linha aragonesa, a propriedade do ducado de Atenas e Neopátria, também porque nos círculos nobres espanhóis havia a crença de que a família Álvarez de Toledo (primos de Fernando de Aragão) descendia da antiga linhagem imperial bizantina dos Comnenos . Ele esperava que o exército espanhol lançasse uma cruzada (durante as guerras otomano-venezianas ) de seus domínios do sul da Itália na Apúlia, Calábria e Sicília para conquistar o Peloponeso, antes de seguir para a Trácia, Macedônia e Constantinopla ; no entanto, nenhum monarca espanhol é conhecido por ter usado os títulos imperiais bizantinos. Em 1510, o Papa Júlio II revogou a concessão do título de Rei de Jerusalém a Luís XII da França por Alexandre VI e transferiu-o para Fernando, o Católico (que foi incluído em seu título de Rei de Nápoles após o Tratado de Blois ). Isto deu um passo para fazer o confronto com o Império Otomano no Mediterrâneo nas guerras hispano-otomanas, contra as pretensões turcas de ser sucessor de Roma.
Durante esses tempos da Monarquia Católica, Antonio de Nebrija concebia a Espanha, após o fim da Reconquista e a unificação política de Castela e Aragão, como herdeira do Império Romano, pois havia uma linhagem direta dos imperadores romanos até os reis visigodos (considerados seus sucessores legítimos na Hispânia). Além disso, ele também recorria a uma legitimação literária, na qual o castelhano substituía o latim como língua do Império.

Brasão de armas de Carlos I da Espanha, formalmente associado com a reividicação espanhola como herdeira romana.

Durante a Espanha Bourbon, seguindo a tradição renascentista, os Bourbons espanhóis, como Filipe V, em seus esforços para estabelecer o programa iluminista, concebiam o Império Espanhol como igual ao Império Romano. Assim, começaram a recuperar a hegemonia cultural, perdida sob os últimos governantes austríacos, imitando o poder político, as instituições e os símbolos de Roma.
Como toda essa história na Monarquia Espanhola, o nacionalismo espanhol reividicava que havia uma legitimidade ideológica-dinástica (os títulos de imperador de Constantinopla e Rei de Jerusalém da Coroa Espanhola, que no passado haviam sido do Sacro Imperador Romano-Germânico), geoestratégica (os reinos de Nápoles e da Sicília juntos, as conquistas dos centros bárbaros no norte da África, como Melilha, Ceuta, Mers El Kébir, Orã, Bugia e Peñón de Algiers) e as bases culturais (por ser um país latino) para reividicar a herança do Império Romano. Também porque muitas cidades e instituições do Reino da Espanha ainda usavam a águia bicéfala romana naquele tempo, como a cidade de Toledo, a província de Toledo e a província de Samora. e manual da história de Edebé (conservador nacionalista) estabeleceu a continuidade entre ibéricos, Romanos, visigodos e os reinos península res cristãos como herdeiros diretos da tradição imperial romana como hispano-romanos. Essa reividicação era também reforçada pela história da colonização espanhola da América, o que era apontado pelos reividicadores hispanistas como a prova definitiva de que a Espanha era a herdeira mais legítima do legado imperial de Roma, já que a Espanha foi importante para a cultura de um continente, a América (o Novo Mundo), como Roma fora para a Europa (o Velho Mundo), e alguns até reclamavam que a Espanha havia ultrapassado Roma, já que eles souberam como unificar diversos povos por séculos e mantiveram a unidade cultural apesar do colapso imperial. Até hoje há opiniões sobre Filipe VI de Espanha ser considerado o herdeiro mais próximo de Roma.

### Risorgimento e Itália Fascista
O visionário nacionalista italiano Giuseppe Mazzini promoveu a ideia de uma "Terceira Roma" durante o Risorgimento (termo italiano que significa "Ressurgimento"). Referindo-se à unificação italiana e o estabelecimento de Roma como capital, ele disse: "Depois da Roma dos imperadores, depois da Roma dos papas, virá a Roma a Roma do povo.". Depois da unificação italiana com o Reino da Itália, o estado era referido como Terceirão Roma por algumas figuras italians. Depois da unificação, Roma foi escolhida como capital, apesar de seu relativo atraso, para evocar o prestígio do antigo Império. Mazzini falou da necessidade de a Itália, como Terceira Roma, ter aspirações imperiais, que seriam realizadas com o Império Italiano. Mazzini disse que a Itália deveria "invadir e colonizar as terras Tunisia as" já que elas eram a "chave para o Mediterrâneo Central", e ele via a Itália como tendo o direito de dominar o Mar Mediterrâneo como a Roma antiga tinha feito.
Em seus discursos, Benito Mussolini fazia referências às ideias do Risorgimento e referia-se a seu regime como a "Terceira Roma" ou o Novo Império Romano. Terza Roma (Terceira Roma) também era o nome do plano de Mussolini de expandir a cidade de Roma até Óstia para o mar. O bairro de EUR foi o primeiro passo.

### Potências Anglo-Ocidentais
Tanto Reino Unido como Estados Unidos inspiraram-se no Império Romano para construir as suas visões para dominar e transformar o mundo. Por exemplo, pensadores britânicos na Índia Britânica viam a possibilidade de reconstruir o sistema educacional colonial e deixar um legado similar ao produzido pelos romanos na antiga Britânia.

### Reinterpretações não-romanas

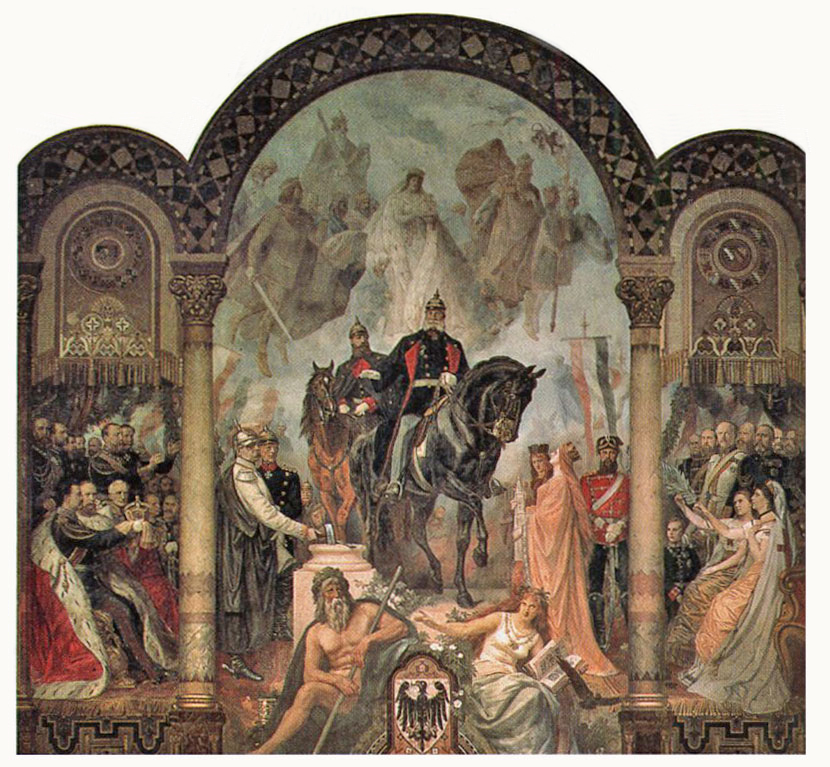
ancestral Imperial lands.Apoteose do Império (Hermann Wislicenus, ca. 1880) no Kaisersaal do Palácio Imperial de Goslar. Frederico Barbarossa e outros imperadores do Sacro Império Romano observam Guilherme I e seu filho Frederico do céu; nas laterais estão, à esquerda, Bismarck segurando um martelo e o Generalfeldmarschall von Moltke; e à direita, as personificações da recém-conquistada Alsácia e Lorena como terras imperiais ancestrais.

Vários regimes políticos no século XIX e início do século XX definiam-se como sucessores do Império Romano, mas não do Império Romano (Clássico). Eles assumiam interpretações nacionalistas de seus continuadores e subestimaram até que ponto estes últimos se retratavam como romanos.
- O Império Austríaco, e depois a República Austríaca, tomaram emprestado as imagens e o simbolismo do Sacro Império Romano após sua queda em 1806. Até hoje, a águia imperial é um símbolo do governo austríaco, assim como na Alemanha.
- Na Grécia, a Ideia Megali ("Grande Ideia") desenvolveu-se logo após a Guerra da Independência para recriar o Império Bizantino, entendido como uma entidade política étnico-grega com capital em Constantinopla. A ideia surgiu pela primeira vez durante os debates do Primeiro-Ministro Ioannis Kolettis com o Rei Otão que precederam a promulgação da constituição de 1844.[78] Essa aspiração nacionalista impulsionou as relações exteriores gregas e, em grande medida, a política interna durante grande parte do primeiro século após a independência. A expressão era nova em 1844, mas o conceito tinha raízes na psique popular grega – a “Grécia dos Dois Continentes e dos Cinco Mares” (Europa e Ásia, os mares Jônico, Egeu, Mármara, Negro e Líbio, respectivamente).[78] O esforço para concretizar a ideia após a derrota do Império Otomano na Primeira Guerra Mundial terminou em desastre com a Guerra Greco-Turca (1919-1922) .
- Certos vínculos entre o Império Alemão em 1871 e o legado do Sacro Império Romano foram demonstrados na propaganda e nas ações, como a restauração criativa do Palácio Imperial de Goslar na década de 1870.[79][80] A Alemanha nazista foi posteriormente chamada de Terceiro Reich (Drittes Reich) por certas figuras durante seu regime, sucedendo tanto o Sacro Império Romano quanto o Império Alemão. A referência ao Sacro Império Romano era estranha, pois não combinava bem com a ideologia nazista. Em 1939, uma circular não destinada à publicação proibiu o uso posterior da expressão “Terceiro Reich”.[81]
- Na Bulgária, o assumimento do título de czar por Fernando I em 1908 foi principalmente uma referência ao Primeiro e Segundo Impérios Búlgaros; [82]:297ao contrário da Rússia, foi traduzido para as línguas ocidentais como “rei” em vez de “imperador”.[83]

## Supranacionalismo e a ideia imperial romana
No século XX, vários pensadores políticos e políticos associaram a governança multinível e o multilinguismo só Império Romano em suas sucessivas encarnações com os conceitos modernos legais de federalismo e supranacionalismo. 

### Liga das Nações
O historiador francês Louis Einsenmann, num artigo de 1926 entitulado A ideia imperial na história da Europa, descrevia a recém-criada Liga das Nações como a expressão moderna de uma "ideia imperial" que tinha sido degradada com o significado nacionalista atribuído pelo Império Alemão, pela Monarquia de Habsburgo e pelo Império Russo. Ele argumentava que havia três mortes para um império e que a criação da Liga representava a renovação da ideia imperial de Pax Romana.

### European Union

Logo do Tribunal de Justiça da União Europeia

As memórias do Império Romano acompanharam a União Europeia desde seu estabelecimento em 1950 com o Plano Schuman.  O Império Romano forneceu a União Europeia, assim como para muitos países, o conceito romano de direito e sua língua, o latim. Assim como o latim é usado em algumas circunstâncias extraoficiais como língua franca da União Europeia, por exemplo quando as instituições da União Europeia usam conceitos latinos em textos e títulos.
A comparação da União Europeia com o Sacro Império Romano-Germânico, positiva ou negativamente, é um tropo comum de comentário político. A União Europeia tem sido vista como uma reencarnação de um Império Romano estrangeiro e opressor em alguns países europeus, especialmente no Reino Unido. A retirada do Reino Unido da União em 2020, ou Brexit, foi diversas vezes comparada à Rebelião de Boudica. ou ao fim do domínio romano na Britânia. Uma visão negativa diferente da União Europeia como um novo Império Romano tem sido regularmente formulada em círculos fundamentalistas cristãos, principalmente nos Estados Unidos. De acordo com essa visão, a UE, assim como outros empreendimentos supranacionais, como as Nações Unidas e o Banco Mundial, ao tentar reviver o Império Romano, sinaliza a proximidade do fim dos tempos, do arrebatamento ou da Segunda Vinda. Ocasionalmente, a União Europeia é retratada como um "Quarto Reich", enfatizando ainda mais sua natureza demoníaca. Essa crítica é frequentemente considerada marginal, apesar de seu amplo seguimento entre os evangélicos americanos por várias décadas.